# FFOMECBLOT

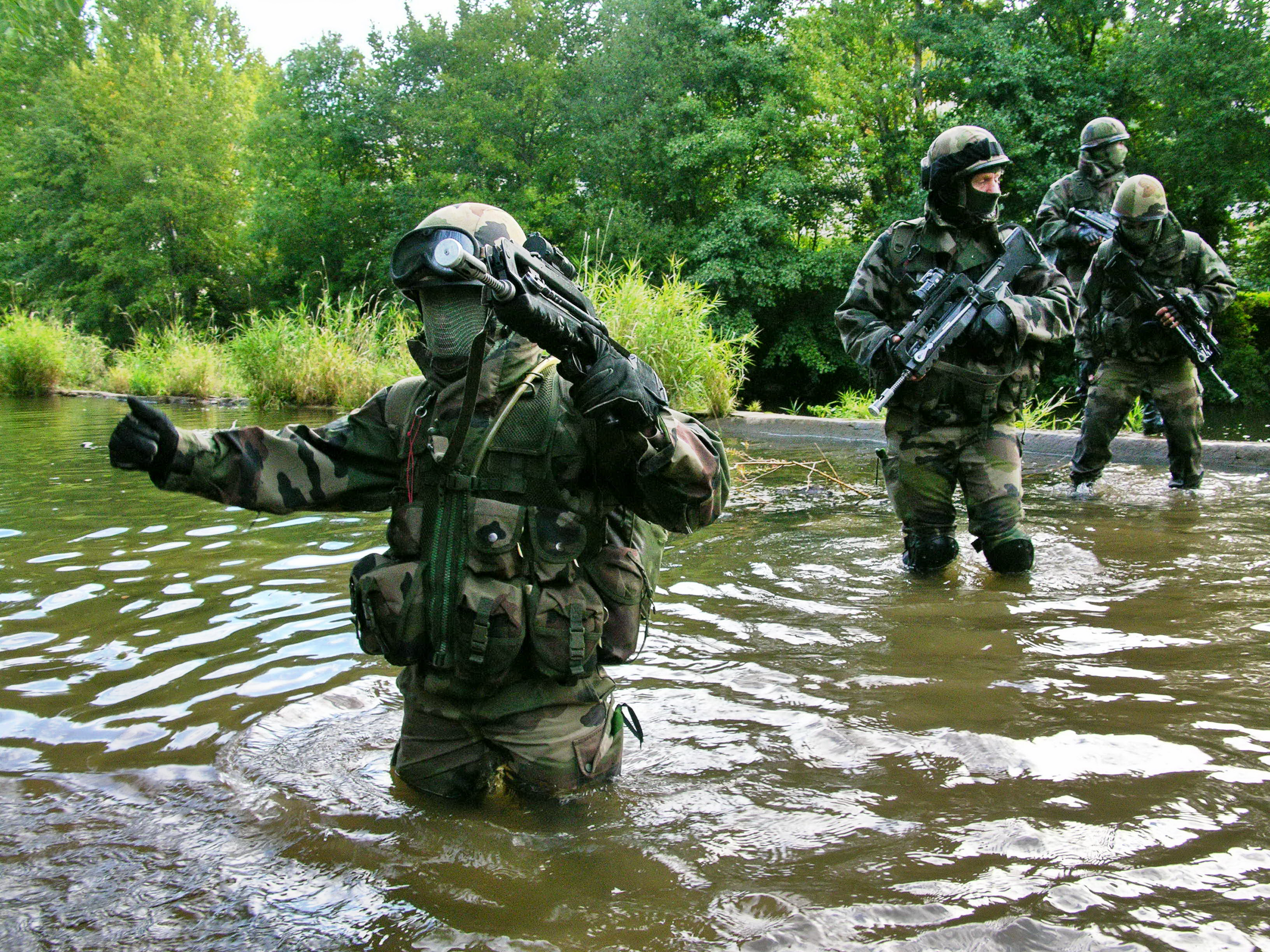
Légionnaires du 2e régiment étranger d'infanterie en exercice en 2006 avec le camouflage Centre-Europe.

Le terme FFOMECBLOT est un moyen mnémotechnique utilisé par les unités de l'armée française afin de garder à l'esprit les fondamentaux du camouflage, c’est-à-dire l’ensemble des conduites à tenir pour se dissimuler aux yeux de l'ennemi, et plus largement pour ne pas lui révéler une présence. 
FFOMECBLOT est le sigle de : « Fond, Forme, Ombre, Mouvement, Éclat, Couleur, Bruit, Lumière, Odeur, Traces ». Il rappelle les actions à conduire pour échapper aux sens d'un ennemi.

## Description du terme

### Fond
Ce qui doit être camouflé ne doit pas visiblement se détacher par contraste avec le fond (un soldat kaki devant un mur blanc, ou dans la neige). Un soldat évite de se détacher de la ligne d'horizon (par exemple sur un sommet montagneux). La crête militaire se trouve en deçà de la ligne de crête, pour éviter cette erreur et fondre le marcheur dans l'environnement terrestre.

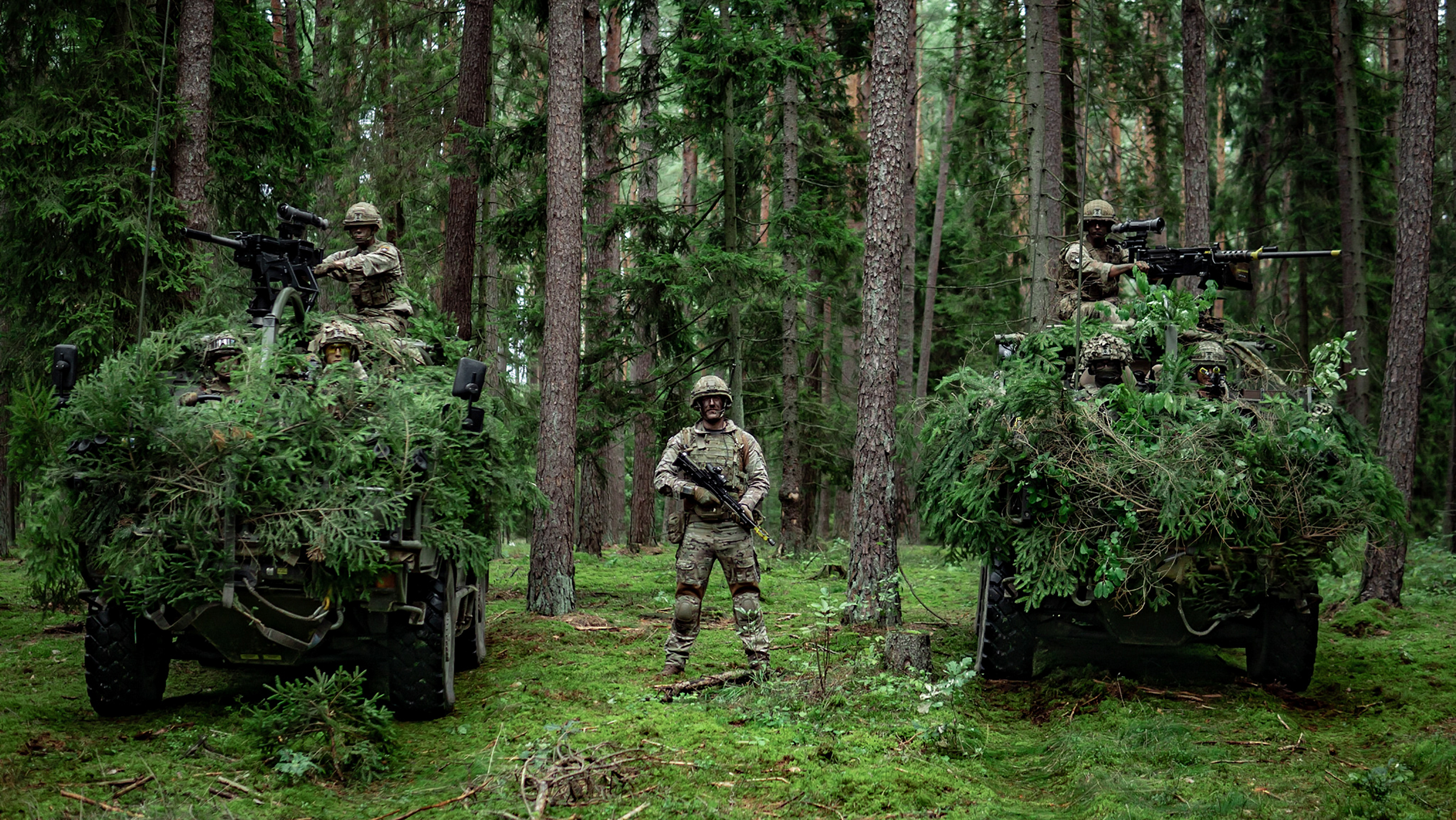
Le feuillage camouflant les Jackal est de la même couleur que le fond
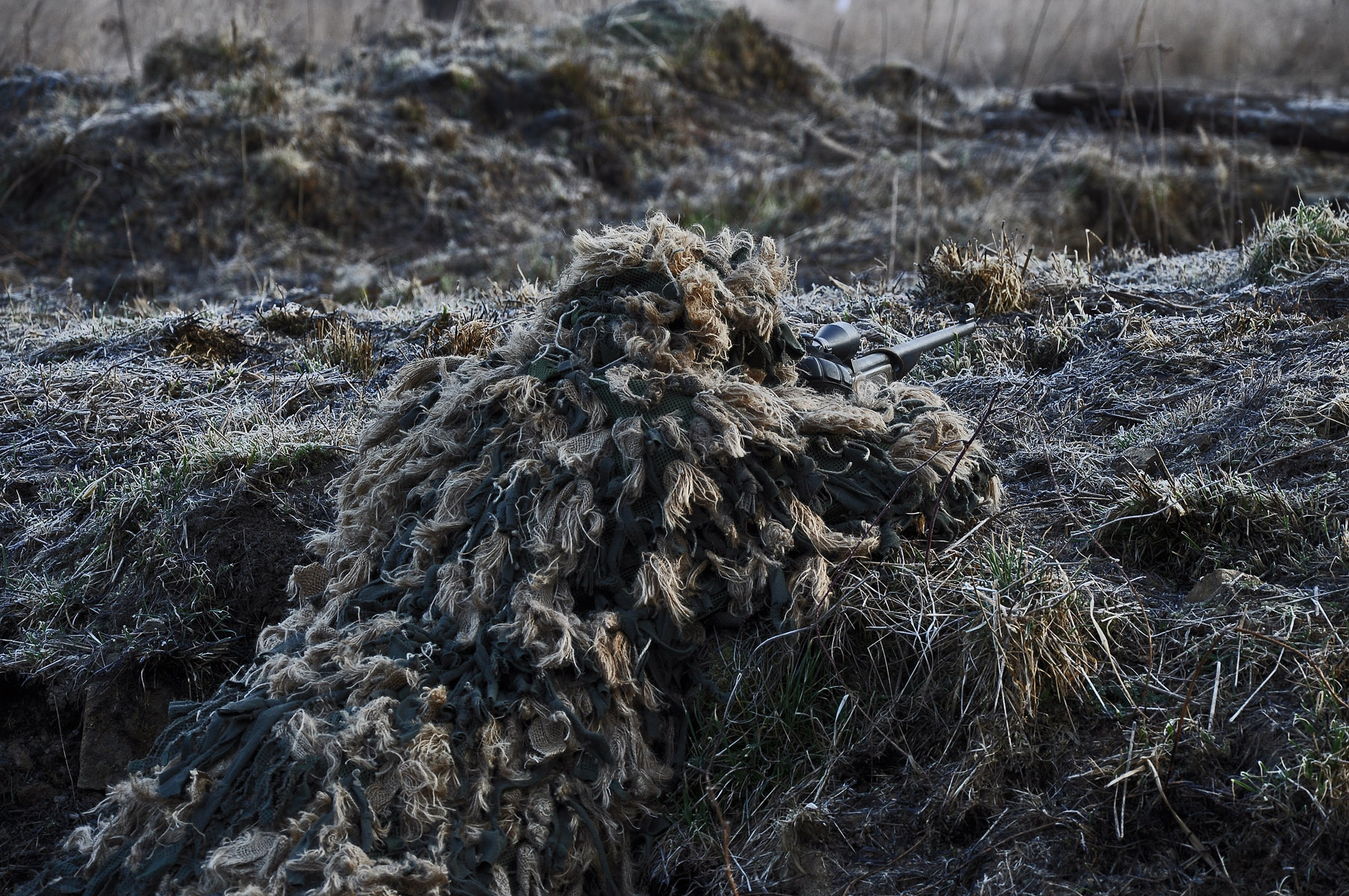
Au-delà de la couleur, la texture du tireur se fond dans l'environnement.
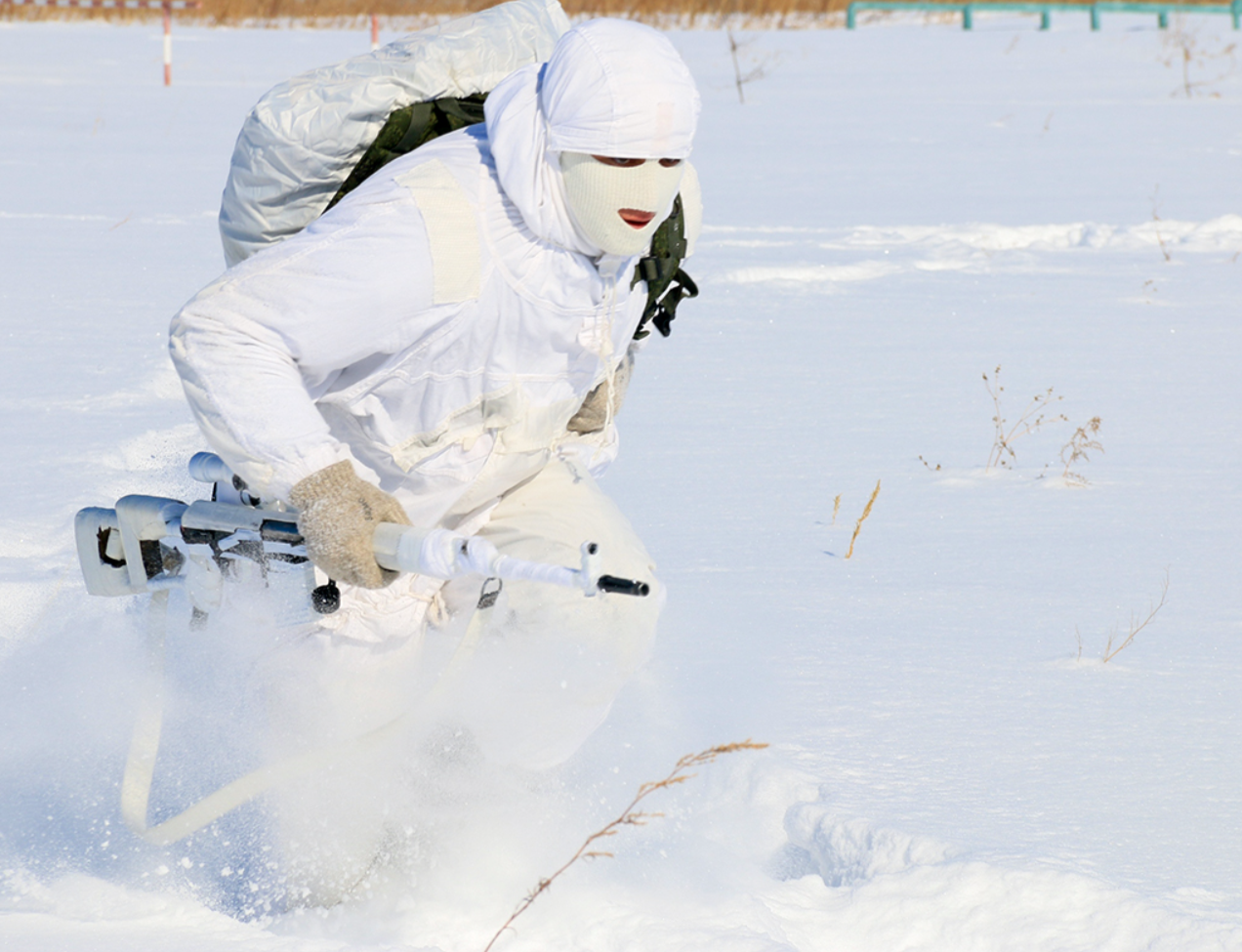
Dans ce cas, le manteau neigeux étant lisse, le soldat est équipé de vêtement amples sans excès d'équipement.

### Forme
La forme produite par le soldat ne doit pas trancher visiblement avec son environnement. L'un des buts du camouflage (qu'il s'agisse de la peinture des véhicules, des motifs des uniformes ou des maquillages des soldats) consiste à gommer ou à modifier les formes les plus visibles pour fondre le soldat dans l'environnement, naturel ou urbain.
Pour le soldat, au-delà de l'uniforme, la capacité de changer sa forme demeure limitée. En effet, celle-ci est déjà très modulaire, selon que le fantassin soit équipé de transmission, d'armement, de sac à dos, de caque ou d'autres équipements. Lors d'une phase statique, la question de l'emplacement où le soldat va se positionner sera prépondérante. Il cherchera à abaisser sa silhouette et cachera forme derrière un masque. En mouvement, les options pour masquer sa forme dépendront de l'ambiance tactique. Dans une phase d'infiltration, le soldat avancera de masque en masque sous un couvert végétal alors que dans une action de feu, d'autres considérations techniques primeront.
Casser sa forme n'est presque pas possible sur la moitié inférieure du corps, les jambes étant en mouvement et devant rester non entravées. Seules exceptions notables, les Ghillie suit et les ponchos de neige, permettant une apparence lisse. Sur la partie supérieure, les combattants modernes ont généralement des équipements munis de passants MOLLE, que ce soit sur le Gilet de combat ou le sac à dos. Les passants vides peuvent permettre la mise en place de branchages végétaux environnants. La même technique peut être réalisée sur les chapeau de brousse (en), mais surtout sur les casques. Les casques doivent être munis de Couvre-casque ou de filet pour y insérer des herbages ou des feuillages, sans perturber le fonctionnement des accessoires montés dessus.

Divers possibilités de travail de la forme pour le casque
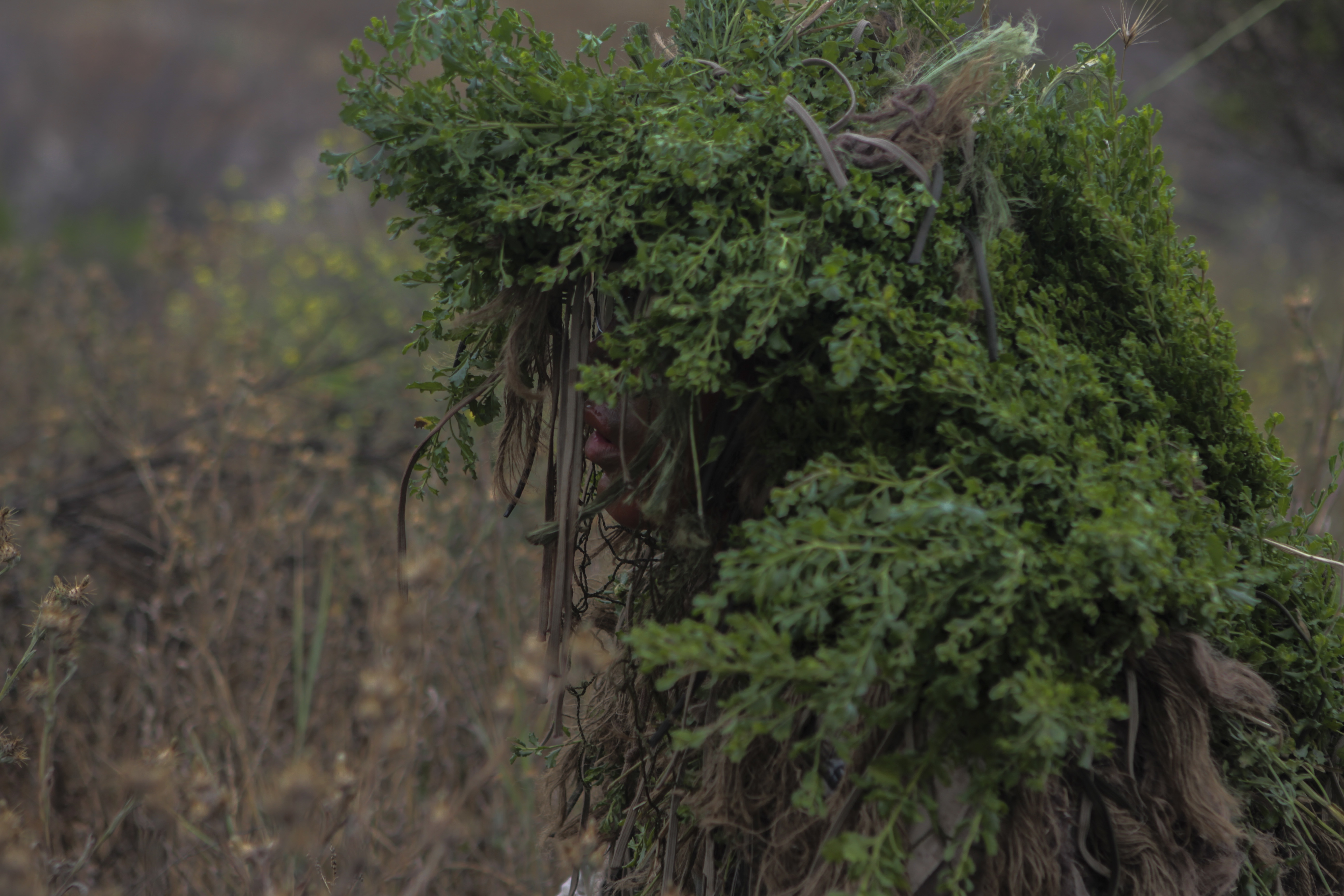
Casque et épaules vu comme un buisson
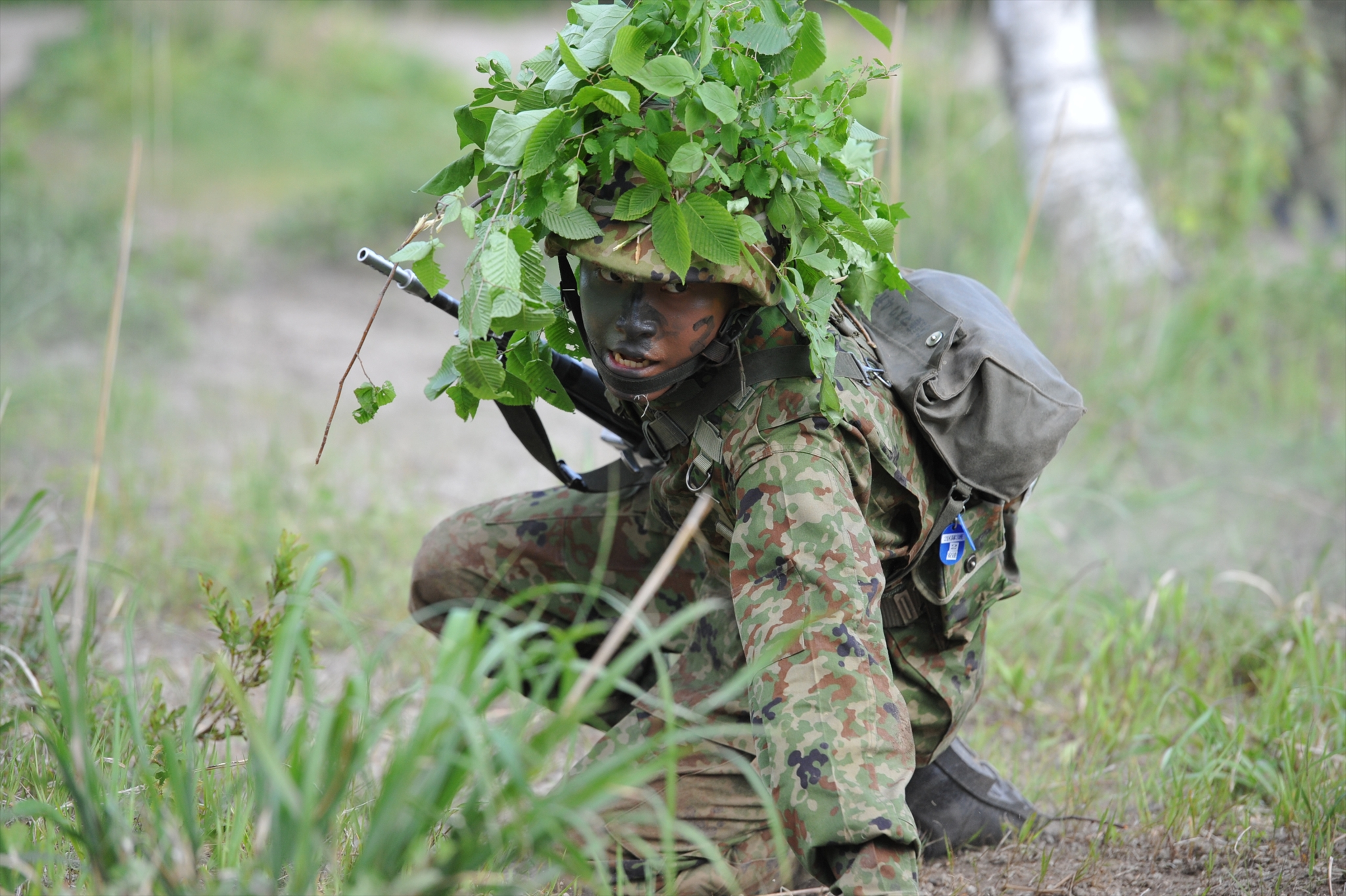
Mise en place de feuillage
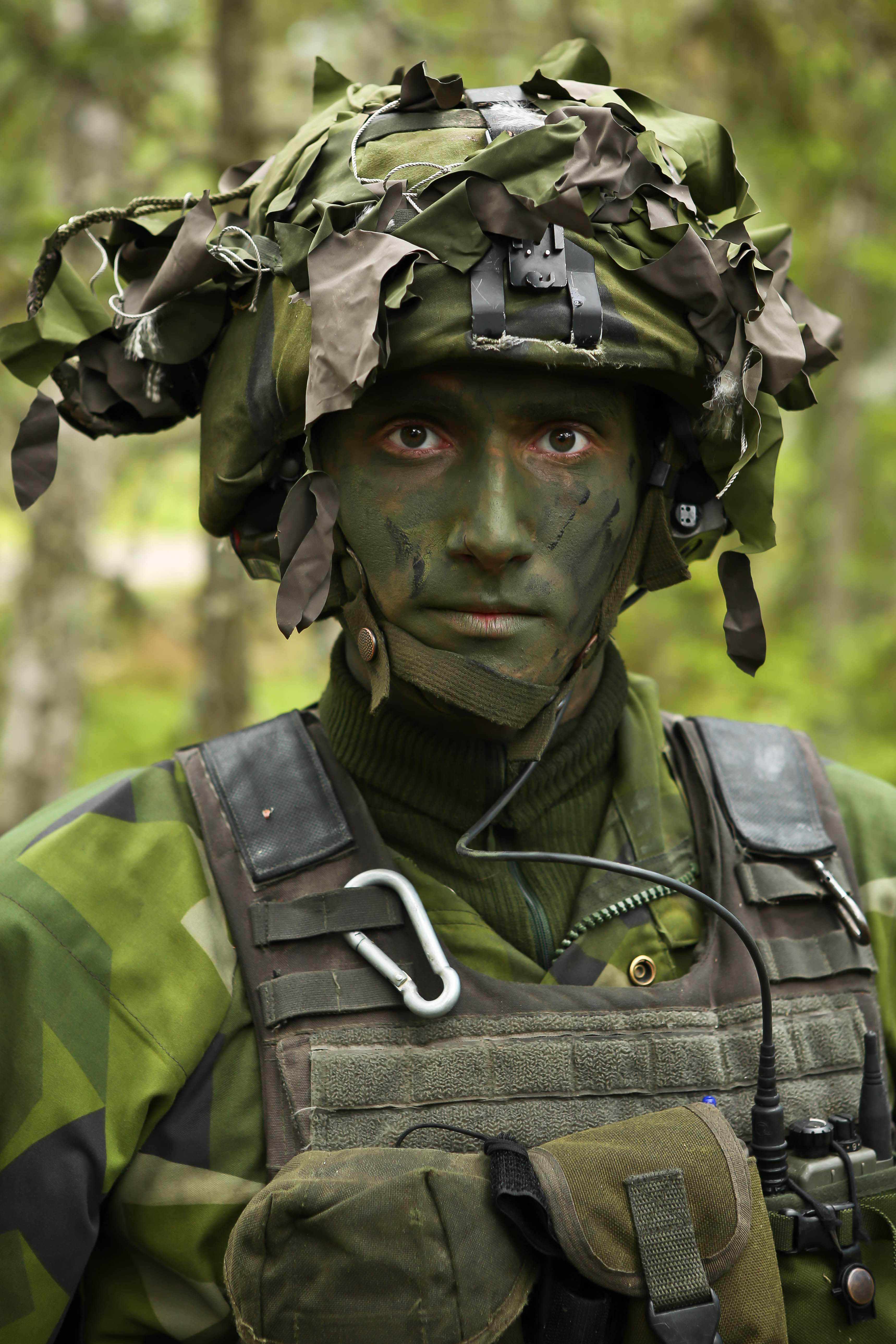
Mise en place d'une salade, plus rapide mais moins efficace
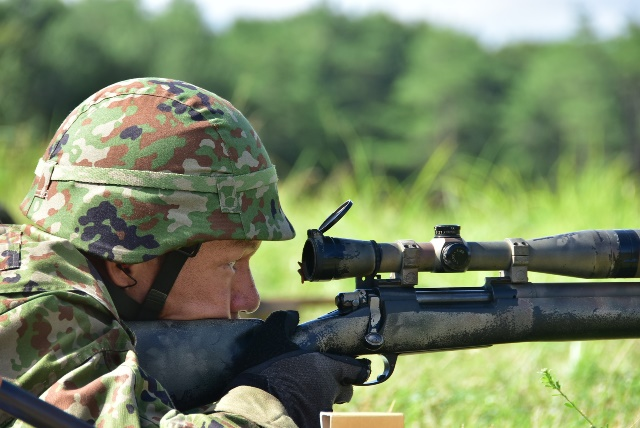
Casque dont la forme sphérique n'est pas naturelle.

Concernant les véhicules, leurs formes sont généralement géométriques, donc facilement décelable, malgré le camouflage peint. Plusieurs possibilités existent pour casser les formes des véhicules.
- À la conception des véhicules, le Cahier des charges des véhicules militaires sont intéressés dans une hauteur contenue. En effet, plus un véhicule est haut, plus il est décelable, et donc plus il peut être touché par des tirs adverses. Ainsi, l'Armée rouge tenait à avoir des véhicules légers et plats, au détriment de l'ergonomie et du blindage.

- À l'utilisation, le véhicule doit privilégier les itinéraires boisés et lors des pauses, de garer derrière et sous un masque végétal ou minéral.

- À défaut, les utilisateurs peuvent déployer des filets de camouflages dépassant amplement les 100m². Ceux-ci forment un gros cocon englobant la totalité du véhicule, et fixé au sol. Il s'agit donc d'une utilisation statique, généralement dévouée aux véhicules de commandement. Certains de ces filets sont traités pour limiter les signatures infrarouges.

- Néanmoins, les véhicules étant appelés à rouler régulièrement doivent apporter des modifications à l'application de filet. Notamment pour éviter que le filet ne soit arraché lors de franchissement, qu'il ne perturbe la vision du pilote ou le fonctionnement de l'armement de bord, ou empêche l'utilisation des portes d'accès. En outre, l'obstruction de la calandre moteur peut engendrer une surchauffe, tandis que la chaleur émanant du circuit d'échappement ou des canons chauds peuvent faire fondre ou enflammer ce qui entre en contact avec. Une alternative peut donc être la végétalisation du véhicule.

Travail sur la forme de véhicules
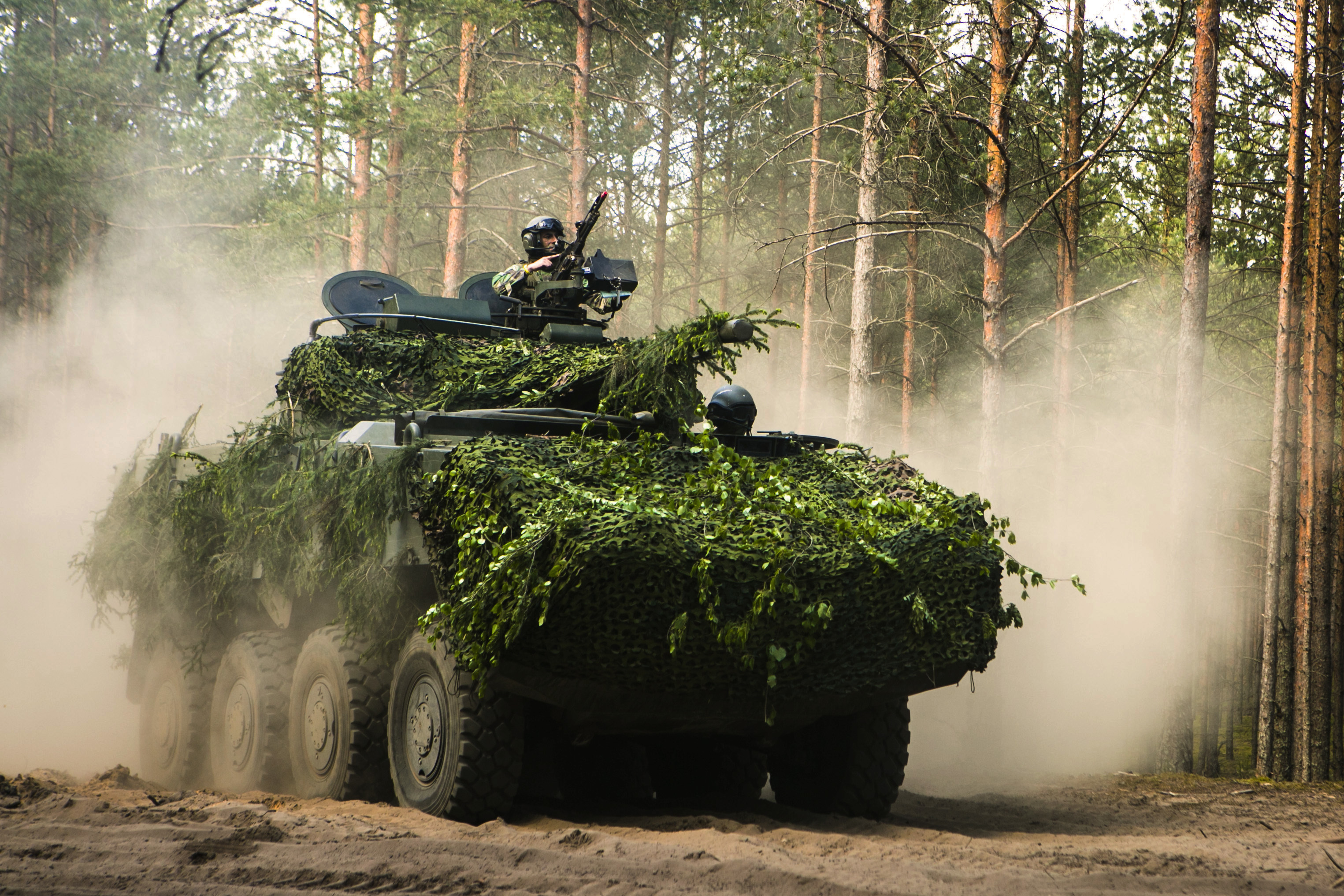
Ajout de branchage pour que le véhicule ressemble à un gros bosquet
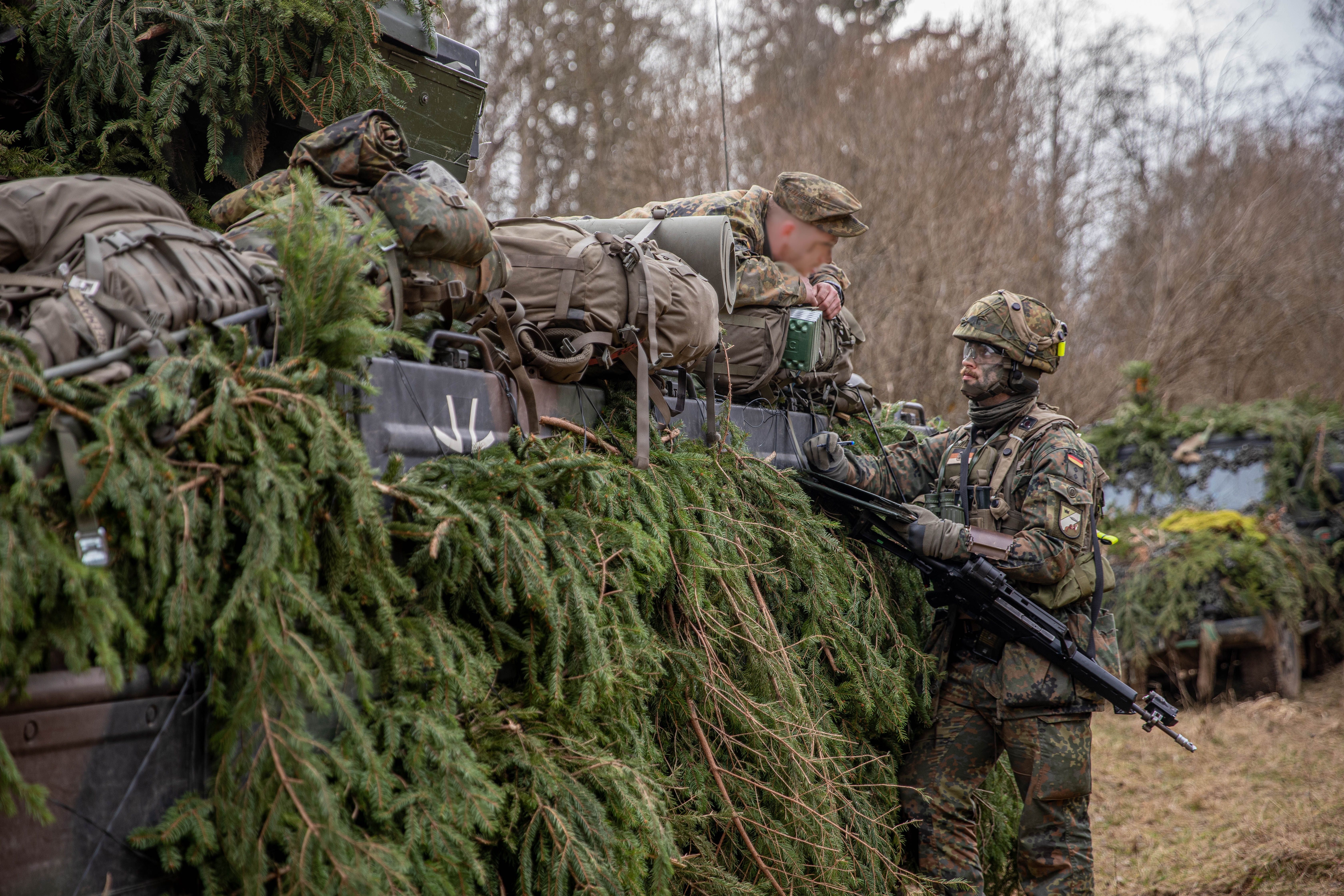
Autre application.
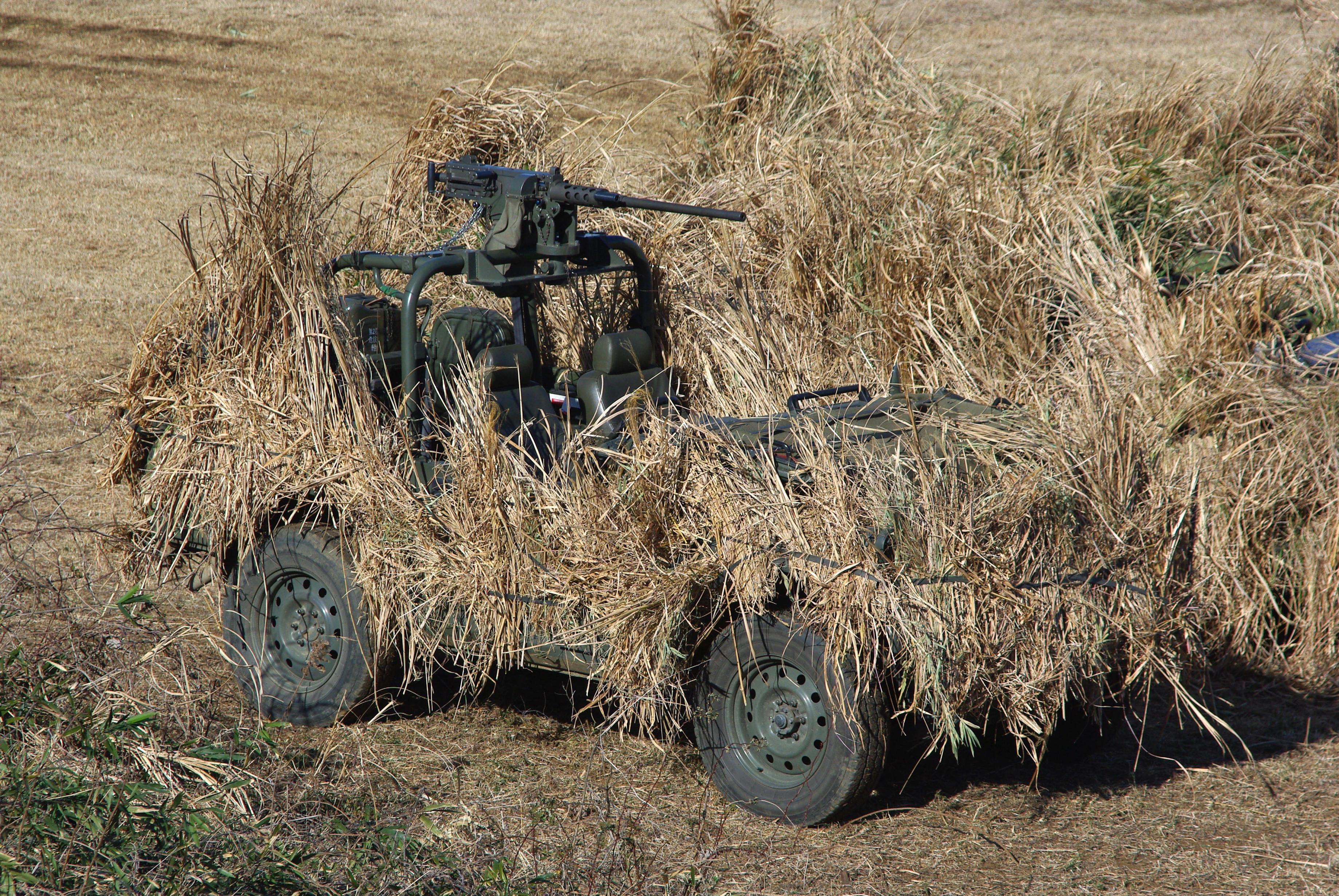
Sanglage de haute herbes
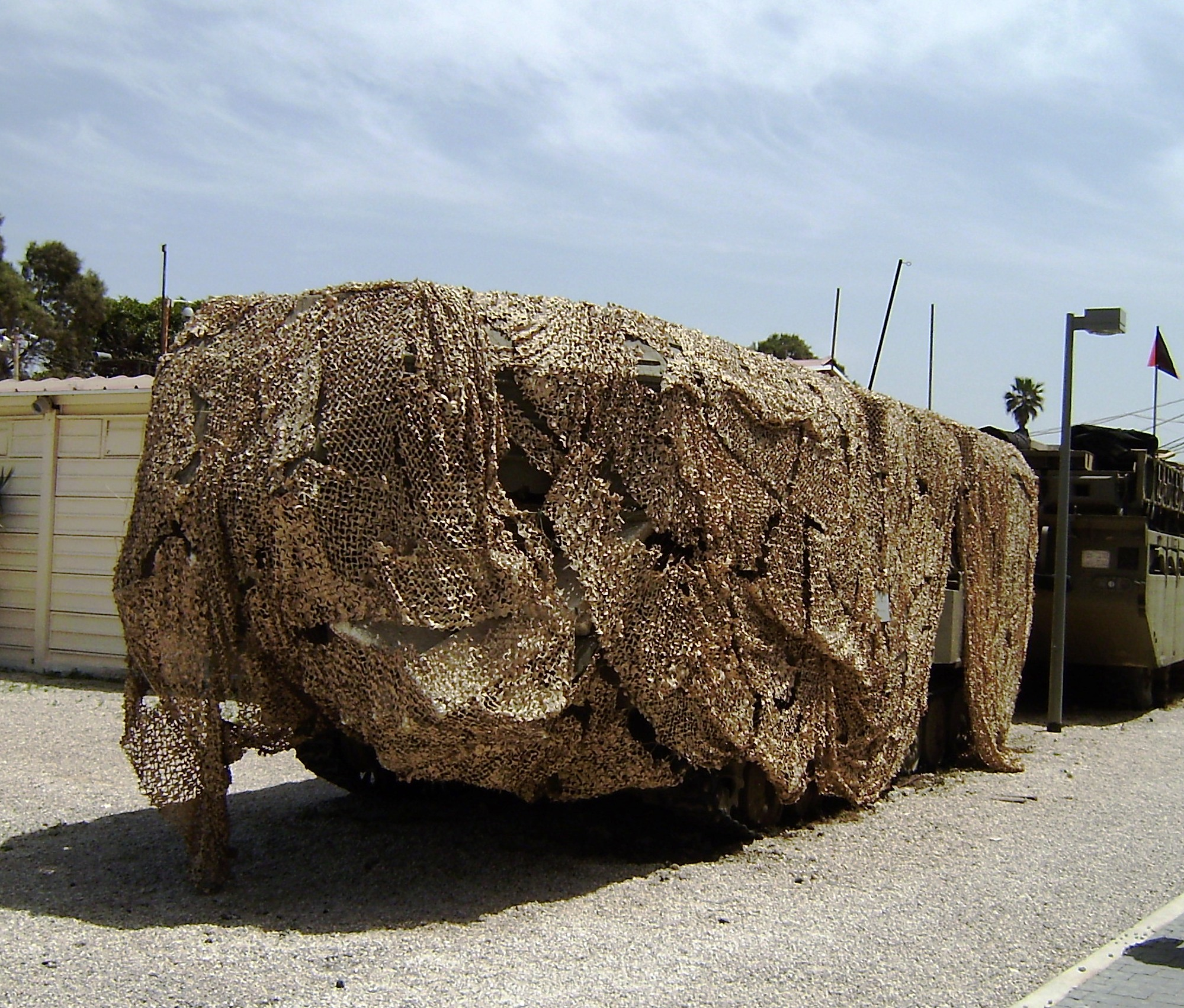
Une solution rapide consiste en la mise en place d'un filet de camouflage

Travail sur la forme d'installations
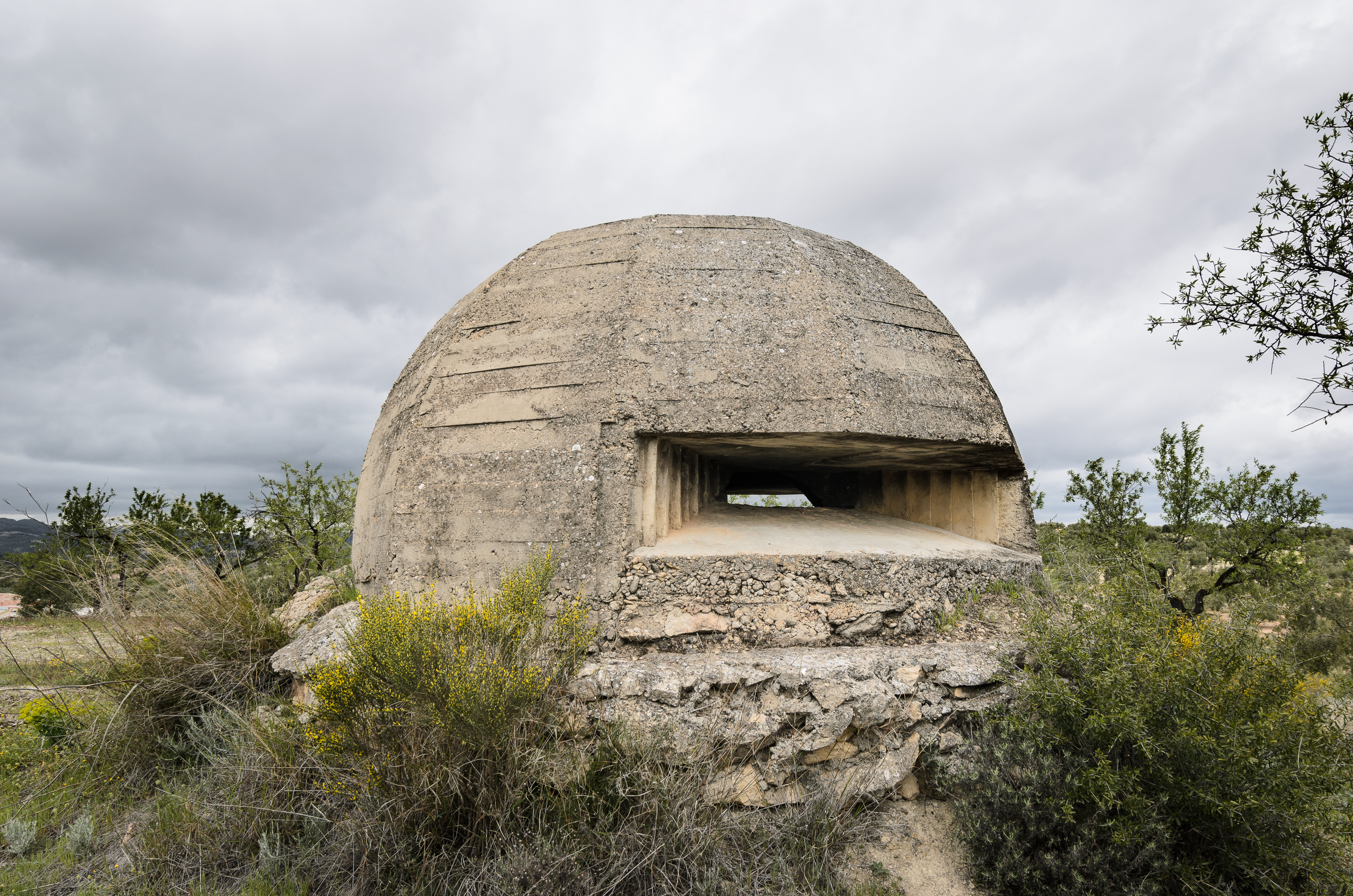
Bunker sans aucun travail de camouflage dont la forme ronde est saillante
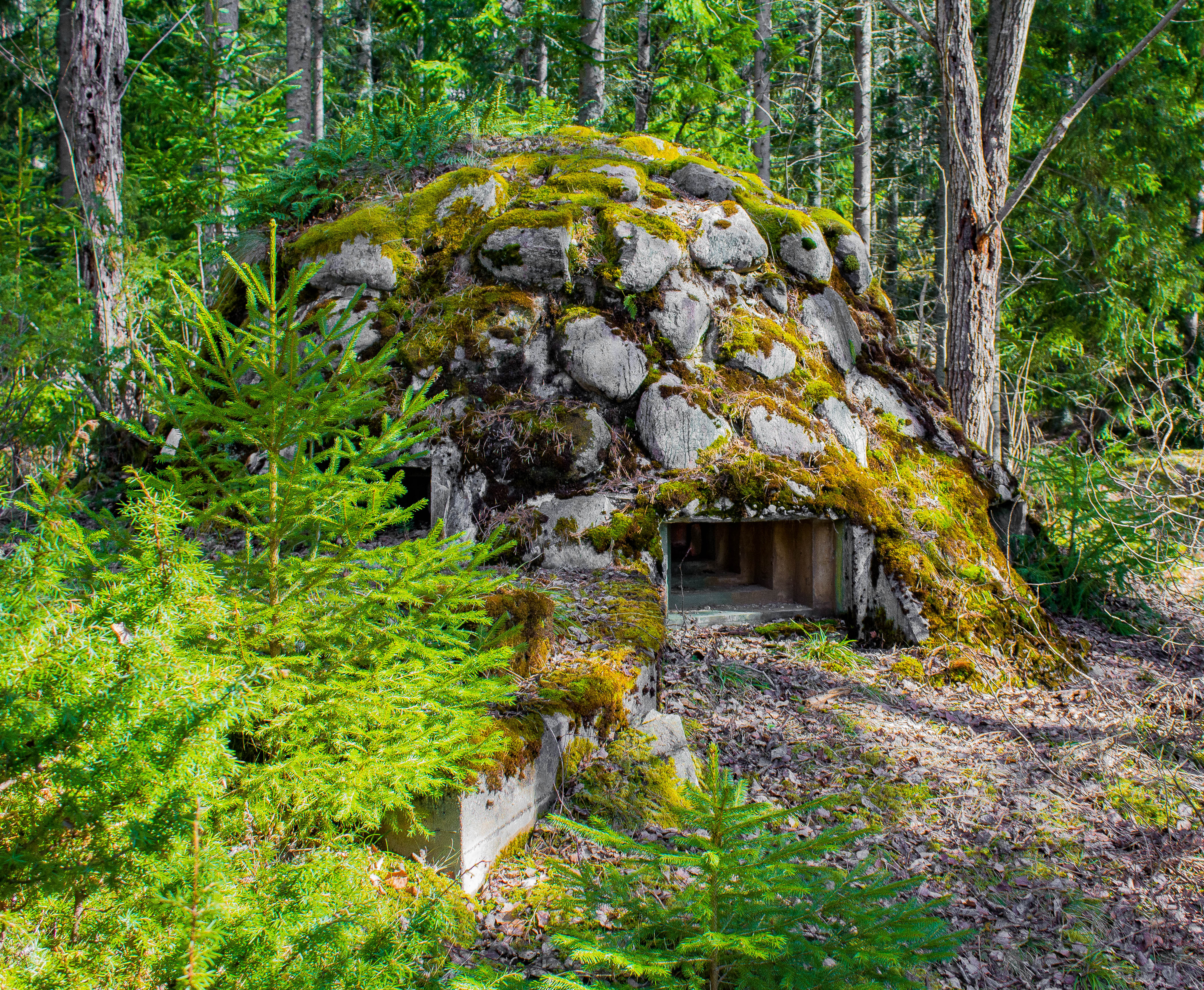
Au contraire de ce point d'appui maquillé en rocher couvert de mousse
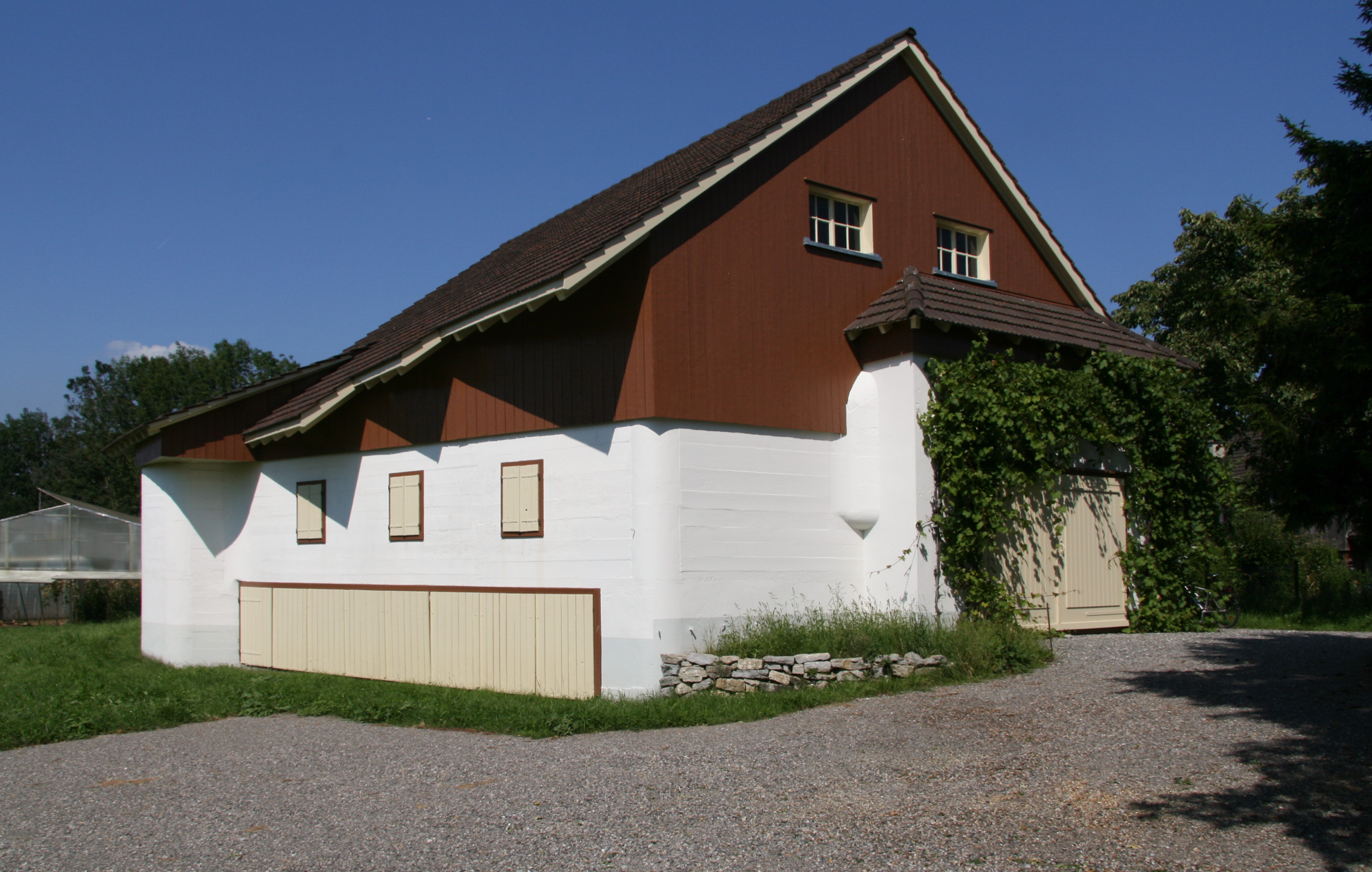
Bunker suisse déguisé en habitation

### Ombre
L'ombre projetée, qui bouge, révèle visiblement une présence. Pour être moins visible, le soldat se meut ou fait halte dans des cônes d'ombre.

### Mouvement
Le mouvement, visible, signale une présence. Le soldat évite les mouvements saccadés ou continus, plus détectables que des gestes lents et progressifs. La poussière soulevée par des véhicules en mouvement se voit de très loin.

### Éclat
Toute surface brillante ou réfléchissante (verre de montre, de jumelles, pièce de métal clair), même petite, peut envoyer un éclat lumineux visible. Le soldat s'abstient de porter des éléments réfléchissants la lumière.

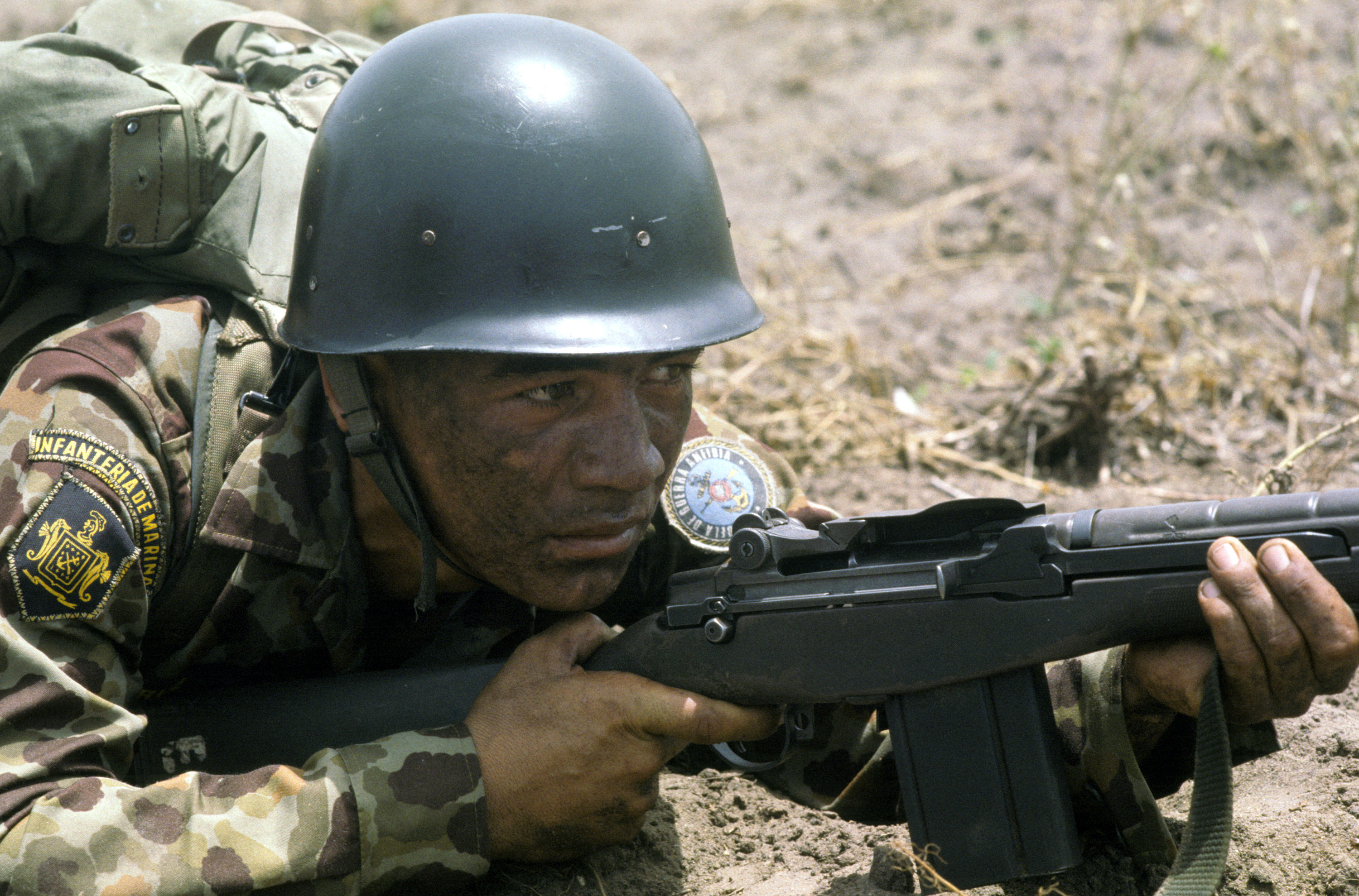
Relfet visible sur la peinture uniforme du casque
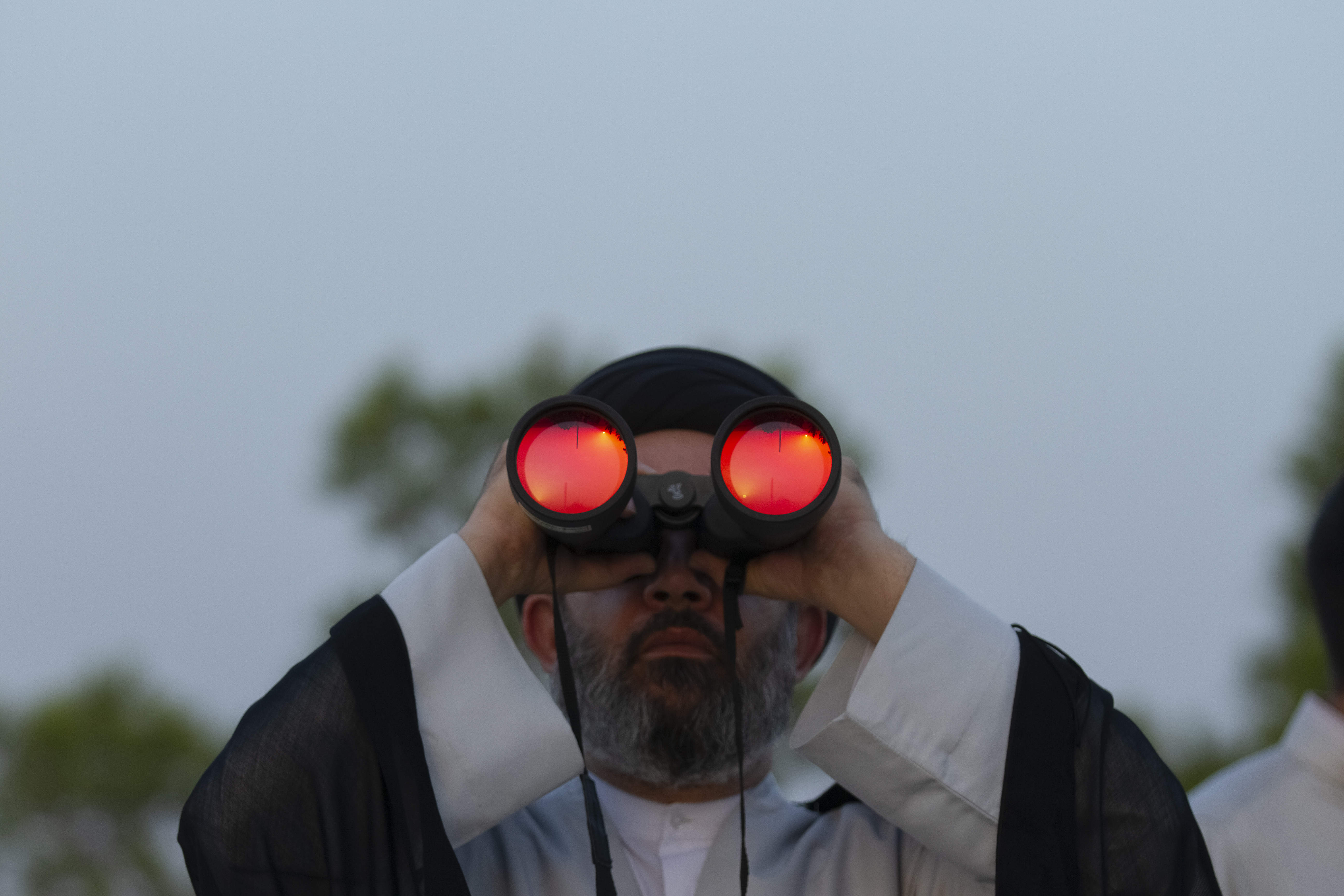
Réflexion d'un coucher de soleil dans les lentilles des jumelles
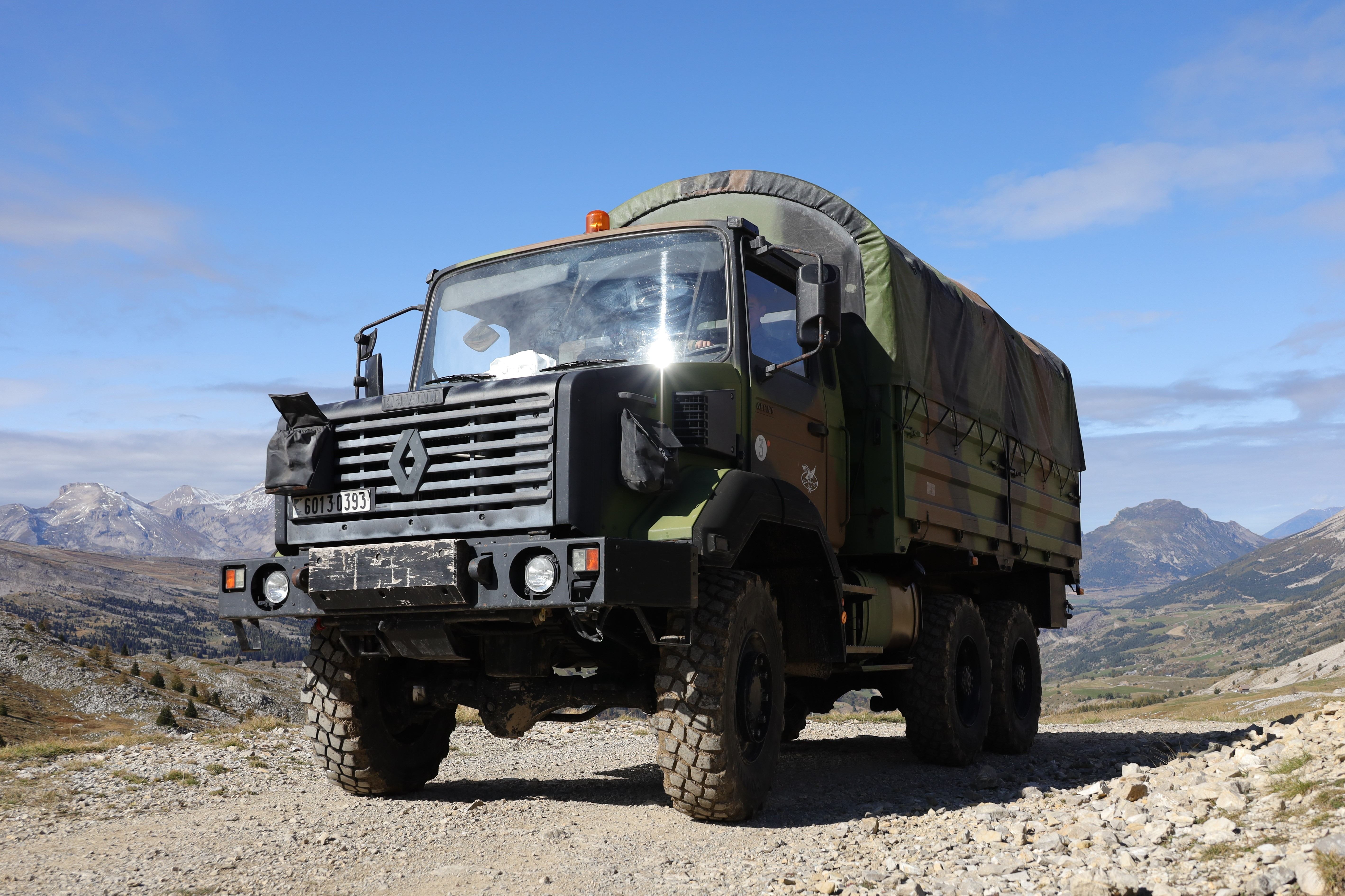
Reflet sur le pare-brise d'un GBC 180
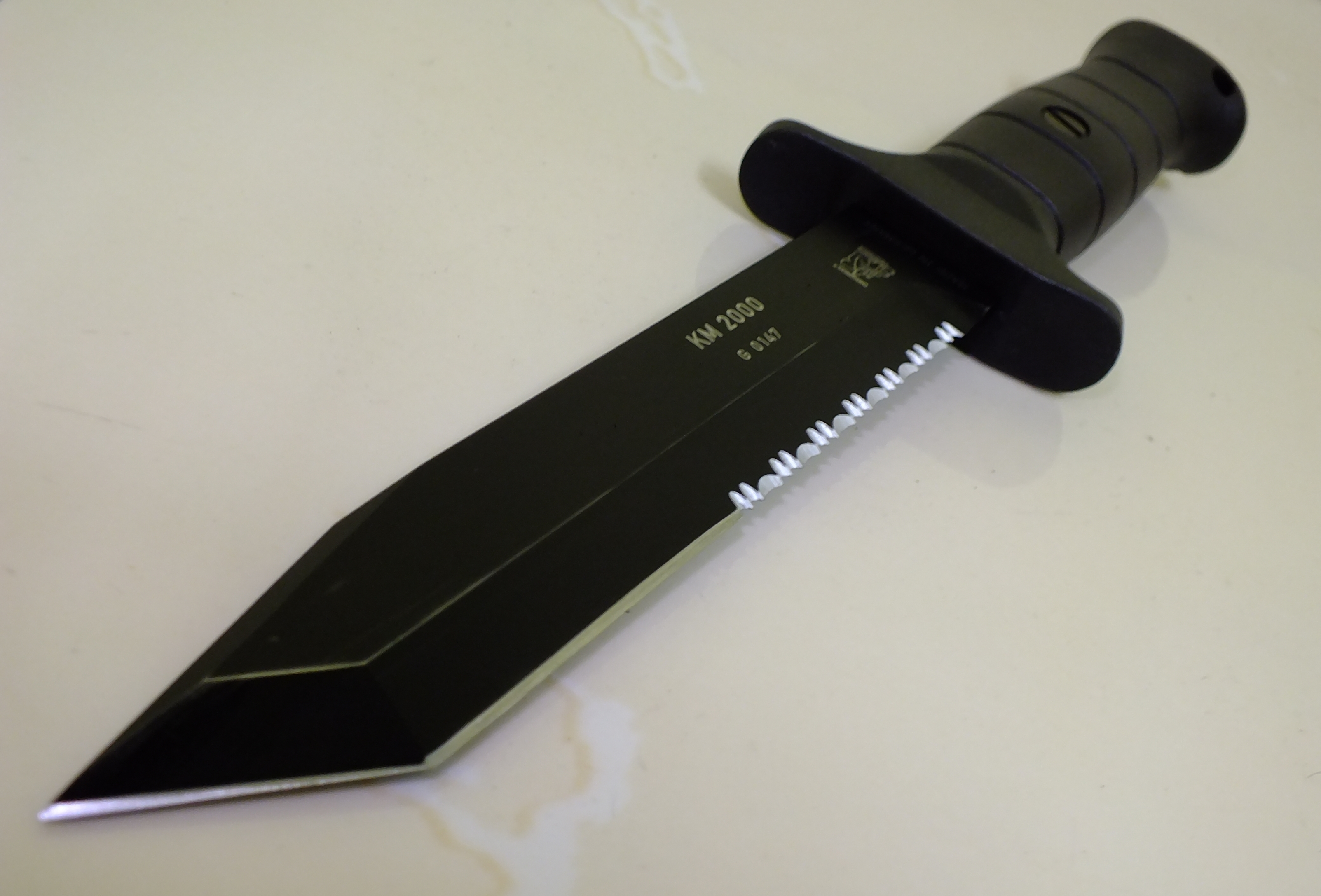
les lames des couteaux de combats sont noires pour éviter tout éclat, ici un KM2000.

### Couleur
Des couleurs étrangères à l'environnement de progression sont davantage susceptibles de trahir une présence. Le bleu horizon, le vert armée et autres couleurs adoptées par les différents treillis militaires sont des couleurs neutres, communes dans la nature, selon les saisons, ou en espace urbain.

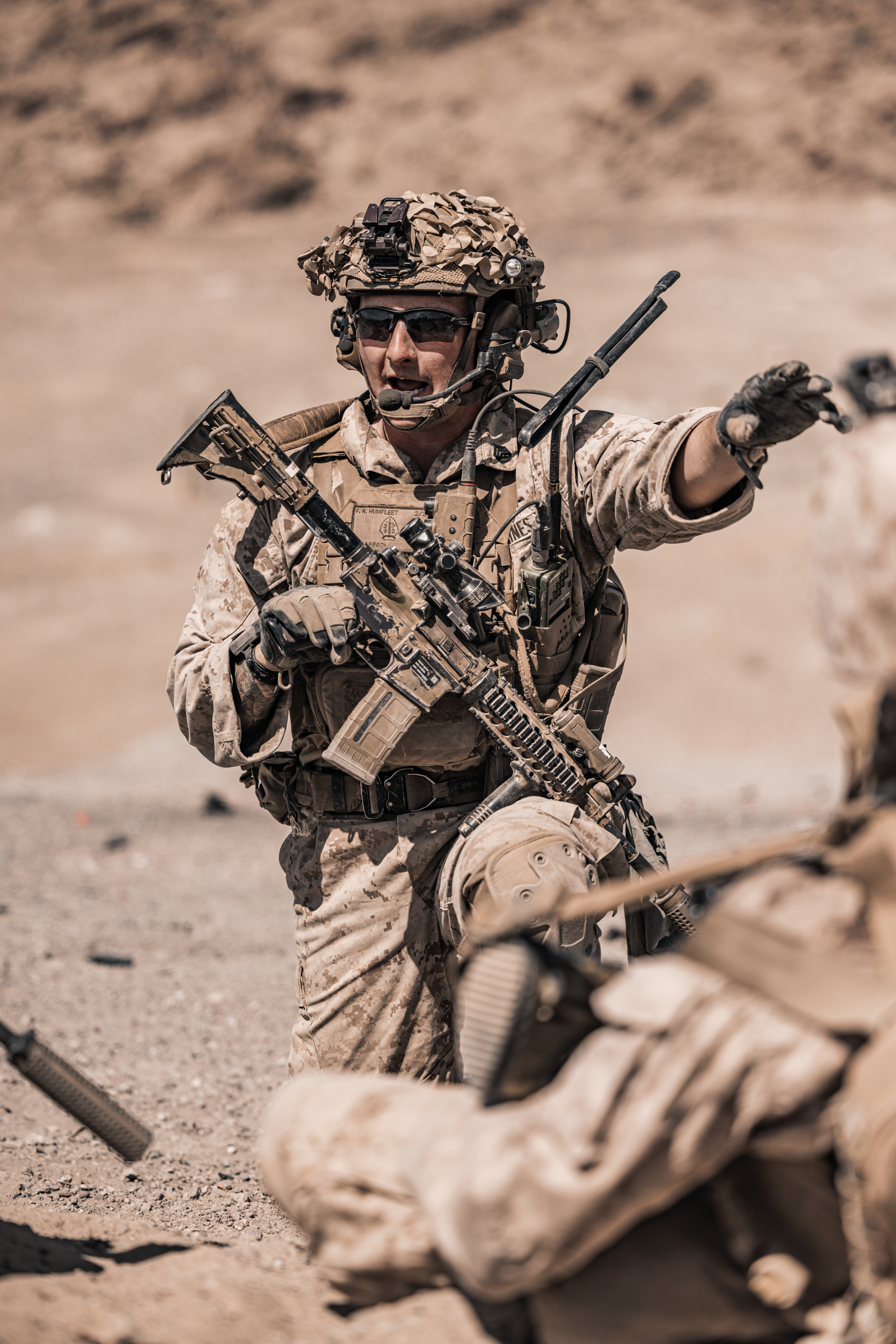
La tonalité des couleurs est très proche de l'arrière plan
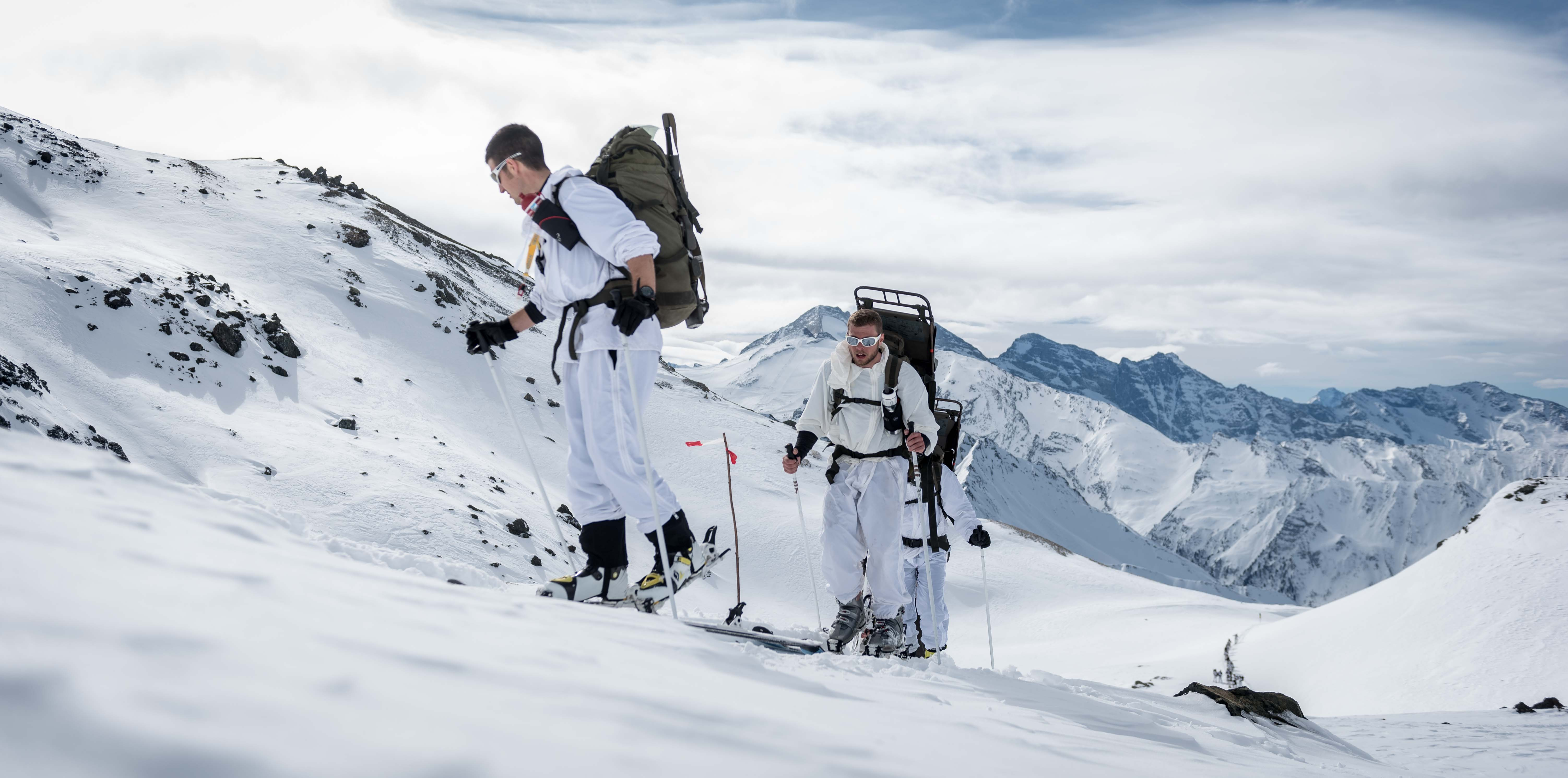
Camouflage neige d'unité alpine

### Bruit
Les bruits sont audibles. Le soldat limite les bruits de son déplacement. Il ne parle pas. Il économise ses gestes, à ceux strictement nécessaires à sa progression. Idéalement, il profite d'autres bruits opportuns, naturels (vent, oiseaux, circulation d'eau, pluie) ou artificiels (circulations, bruits industriels, aériens ou maritimes) pour effectuer des actions plus bruyantes.

### Lumière
Toute émission lumineuse rend évidemment son émetteur visible, notamment durant les nuits noires (et même par nuit de pleine lune). Le soldat s'abstient de toute source de lumière volontaire (le bout d'une cigarette se voit à l'œil nu à près d'un kilomètre, l'usage non protégé d'une lampe) ou involontaire (appareils ou objets  phosphorescents).

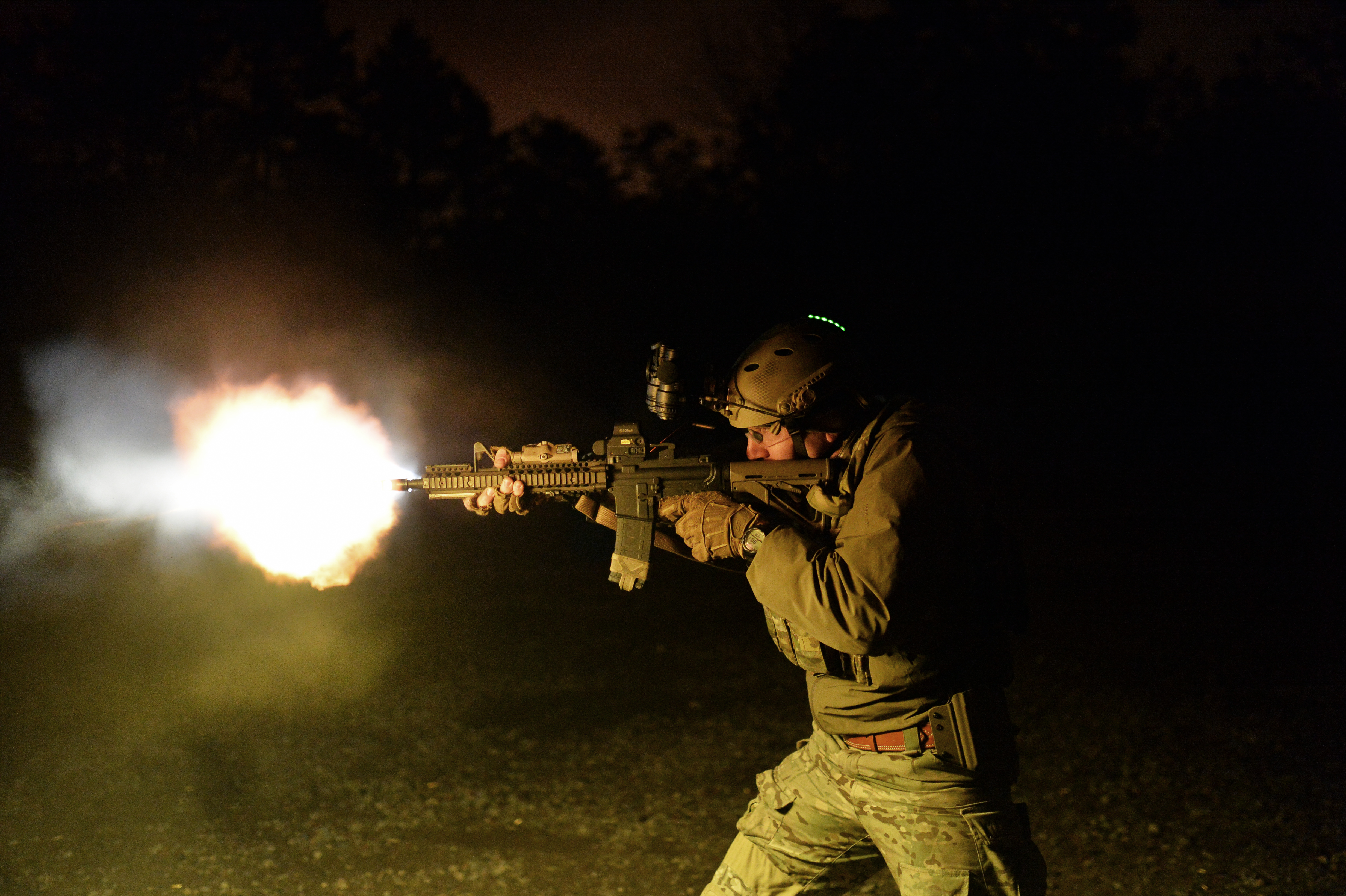
Lumière émise lors des tirs
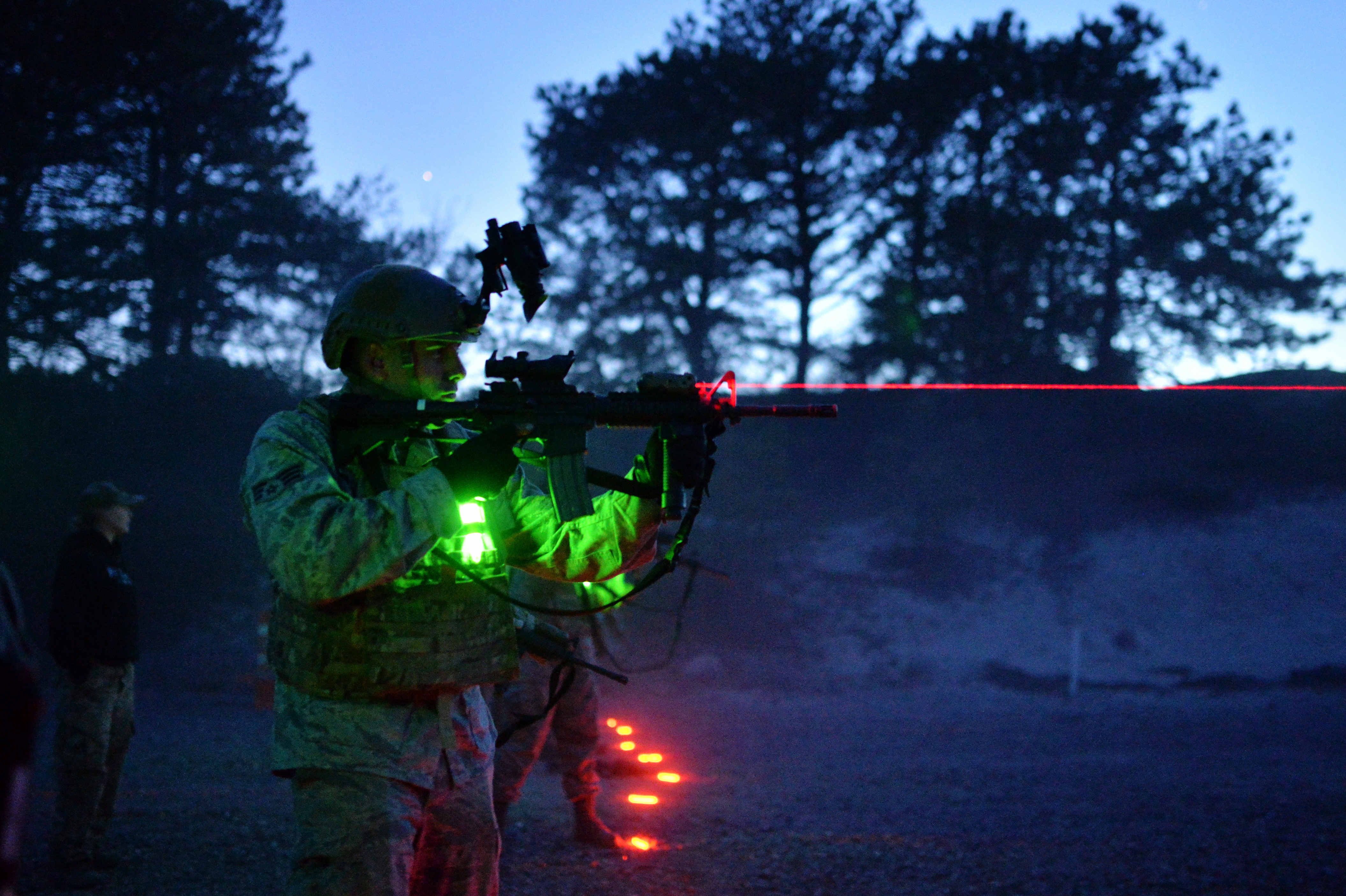
Utilisation de pointeur laser et de bâtons chimio-luminescent
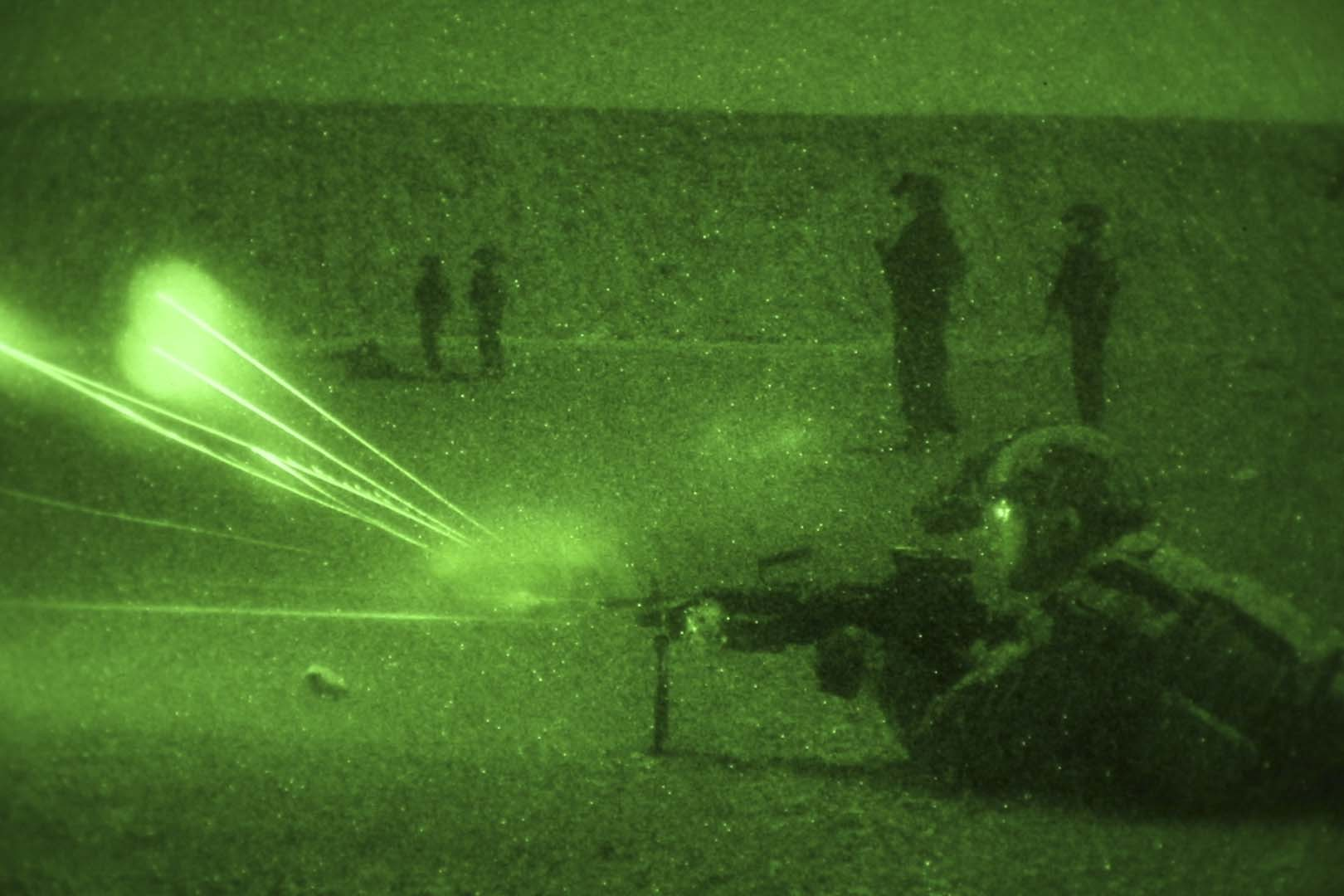
Lumière visible hors des capacités humaine de vision
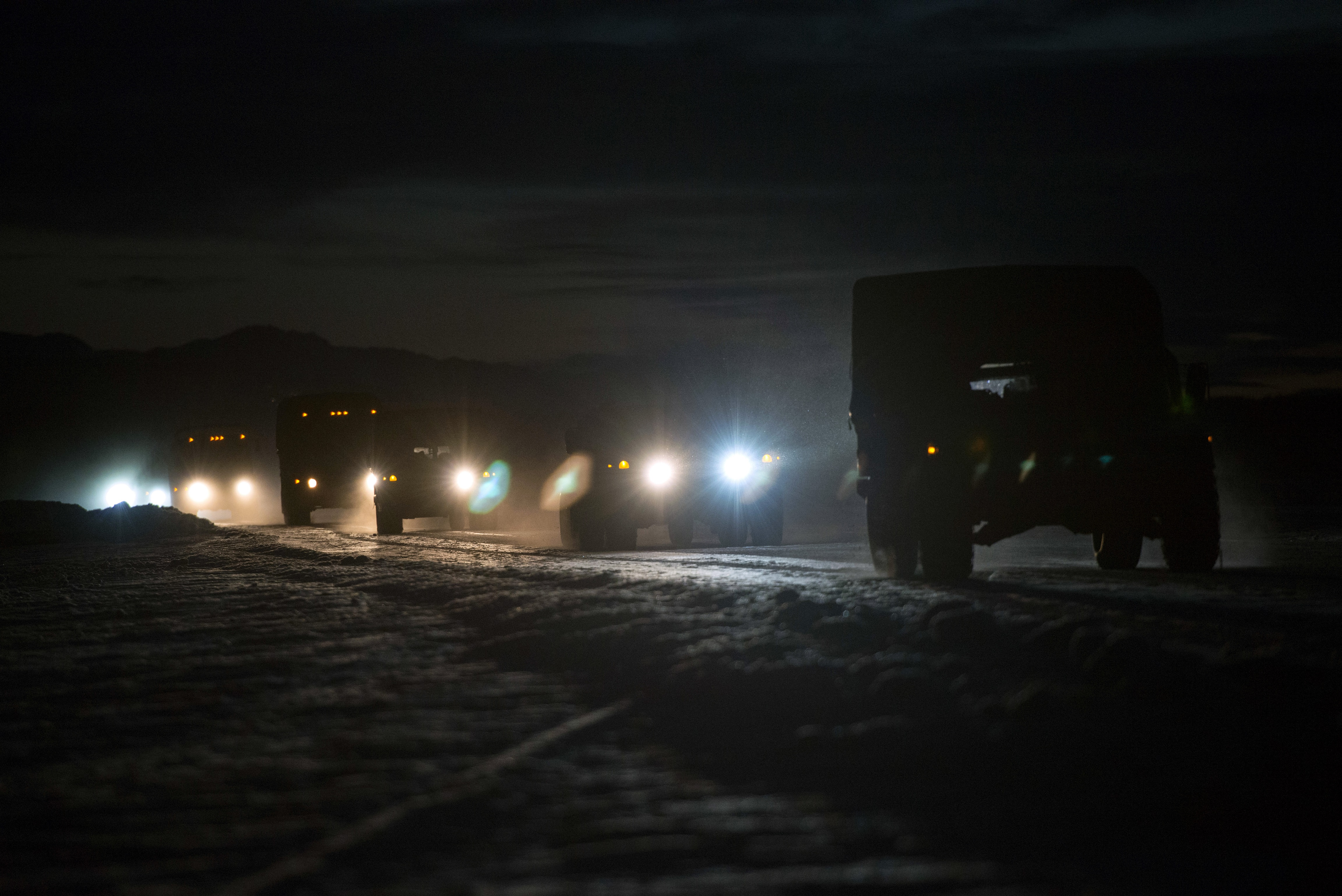
Conduite de véhicule sans optiques de nuit impliquant l'émission de lumière

### Odeur
L'odorat distingue et identifie les odeurs. Le soldat camouflé se garde de produire ou d'apporter des odeurs aisément repérables, selon l'environnement dans lequel il progresse. Les engins militaires emploient du diesel, un carburant dont l'odeur est absente en pleine nature. L'odeur de combustion de poudre est également caractéristique. L'odeur provenant des produits d'hygiène, savon, dentifrice, parfum, révèle une présence, de même que l'odeur naturelle d'un corps humain. Les soldats utilisent des feuillées prévues à cet effet et ne se soulagent pas ailleurs, outre l'impératif hygiénique de cette contrainte. Les odeurs de cuisine ou d'aliments sont décelables.
La problématique de l'odeur n'est à prendre au sérieux qu'en cas de missions particulières où la force adverse pourraît utiliser des équipes cynotechniques, car l'Odorat du chien est bien plus sensible que celle de l'humain. Le chien est dans ce cas de figure employé préventivement pour éviter une intrusion ou contrer une infiltration, quoique le bruit sera le premier facteur à trahir la présence des soldats. A l'inverse, les chiens de détection peuvent être utilisés pour du pistage de personnel en exfiltration. En conclusion, la gestion de l'odeur ne serait potentiellement intéressante que pour certaines actions de Forces spéciales ou de pilote crashé derrière les lignes adverses.

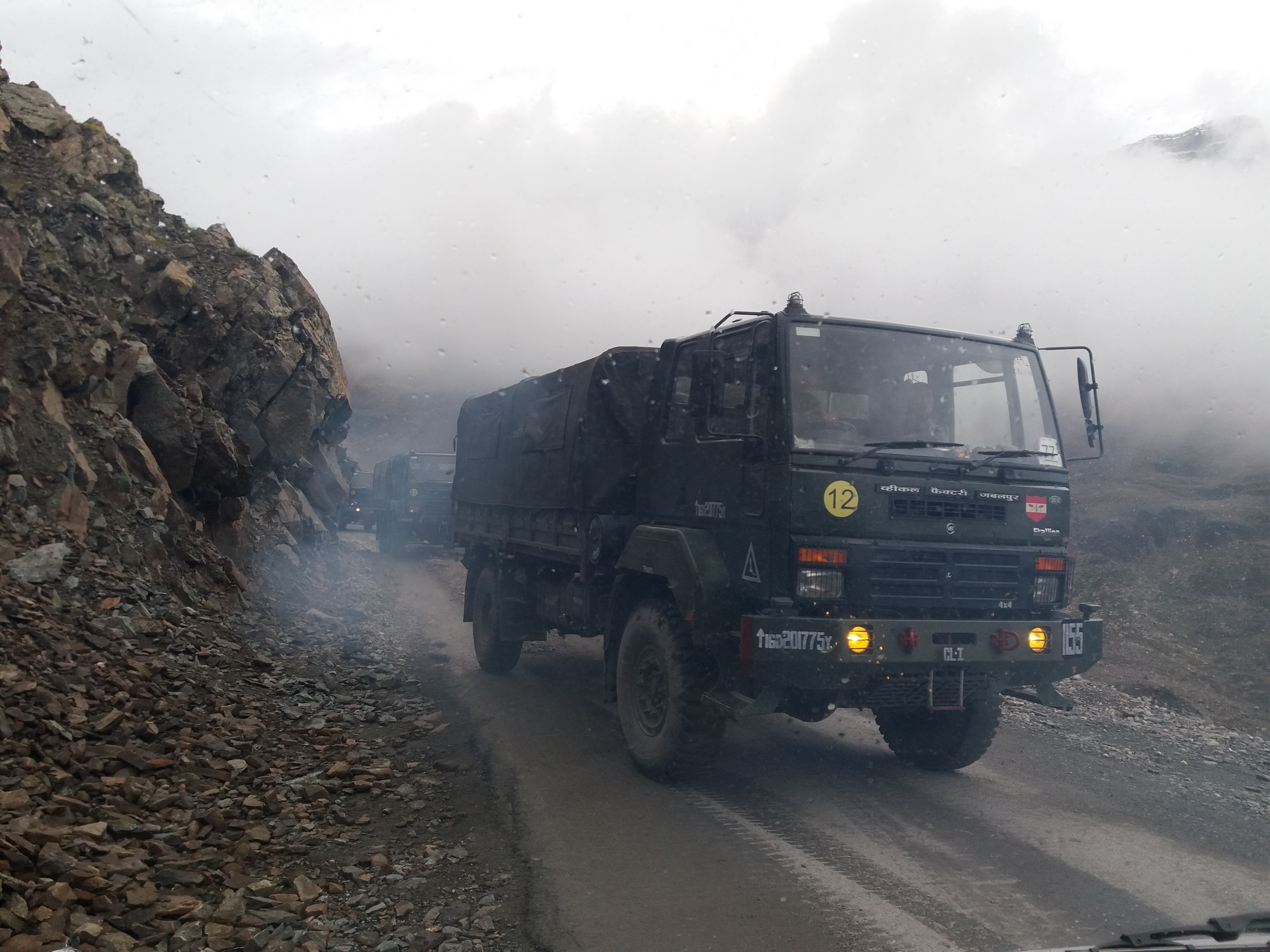
Gaz d'échappement mal brûlés
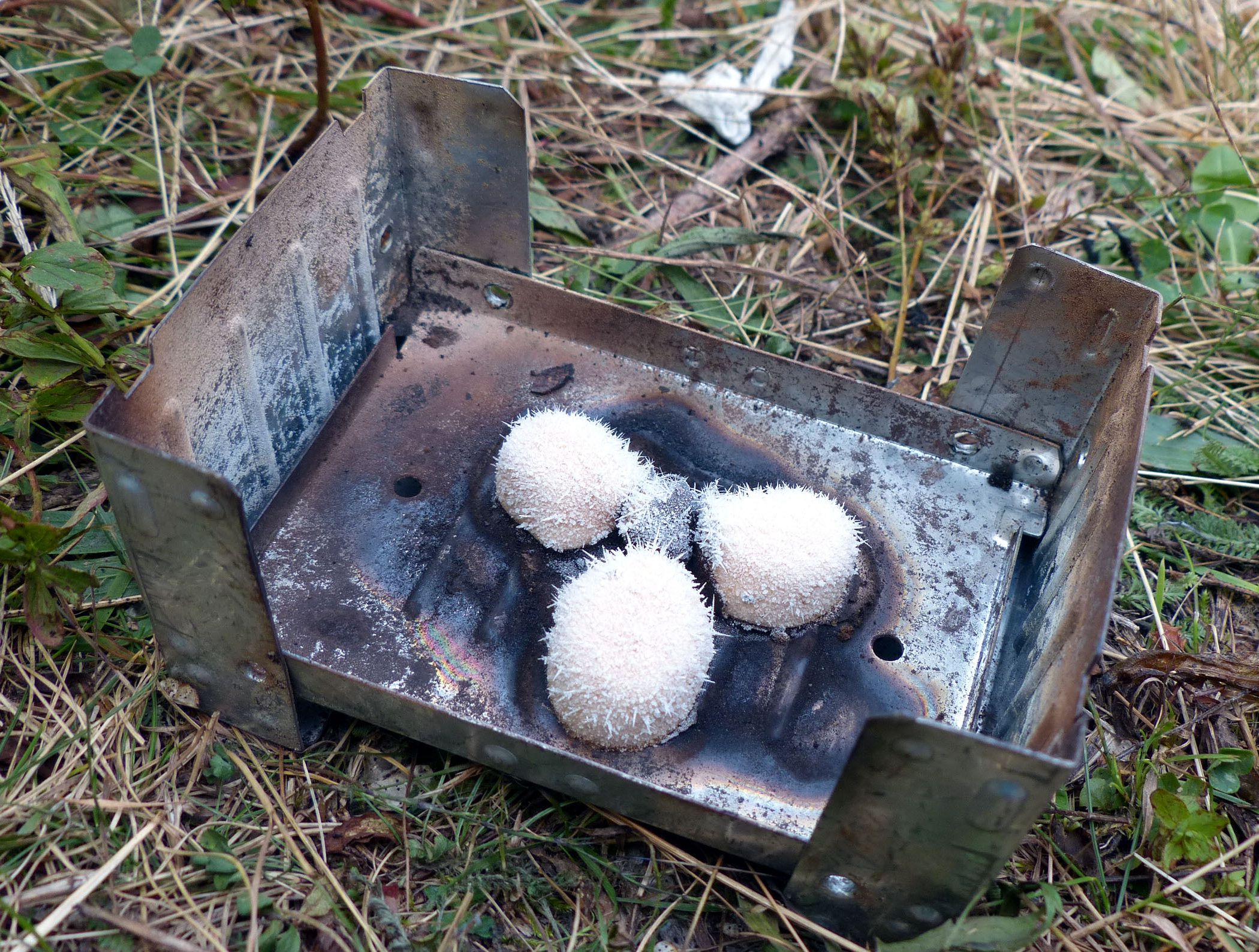
Réchaud chimique émanant des odeurs en plus de celles éventuelles de la cuisson des aliments
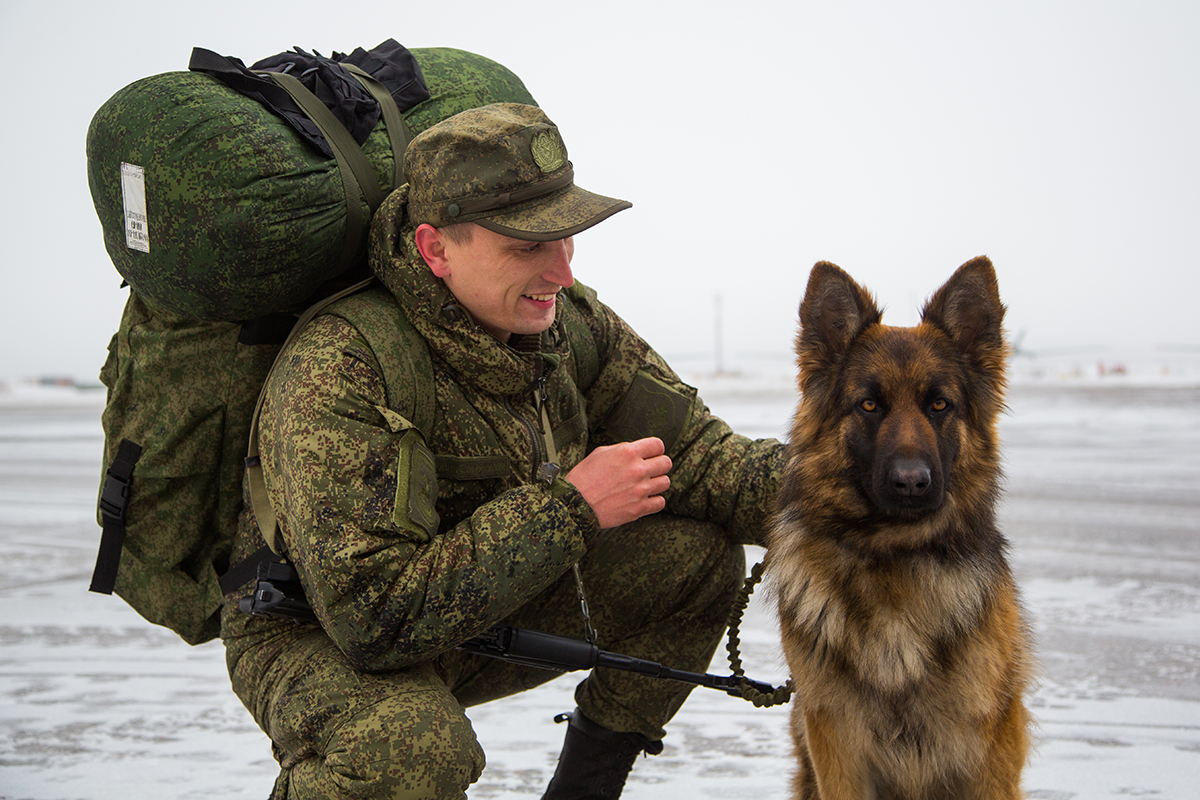
L'odeur n'est une problématique qu'en cas d'utilisation d'équipe cynotechnique par la force adverse.

### Traces
L'abandon, volontaire ou involontaire, de déchets, de même que les empreintes naturelles produites par un humain en mouvement, restent visibles, selon des durées variables. Des restes alimentaires, de rations, des besoins naturels, des objets tels que des sacs, des emballages, des bidons ou des récipients, des déchets de munitions (étuis de cartouches, douilles vides d'obus, goupilles de grenades), des traces de pas, de pneus, sont autant de témoignages matériels d'un passage. De telles traces renseignent sur l'importance et sur le type des effectifs qui les ont laissées. Il convient soit de les éviter, soit de les cacher, soit de les minimiser.

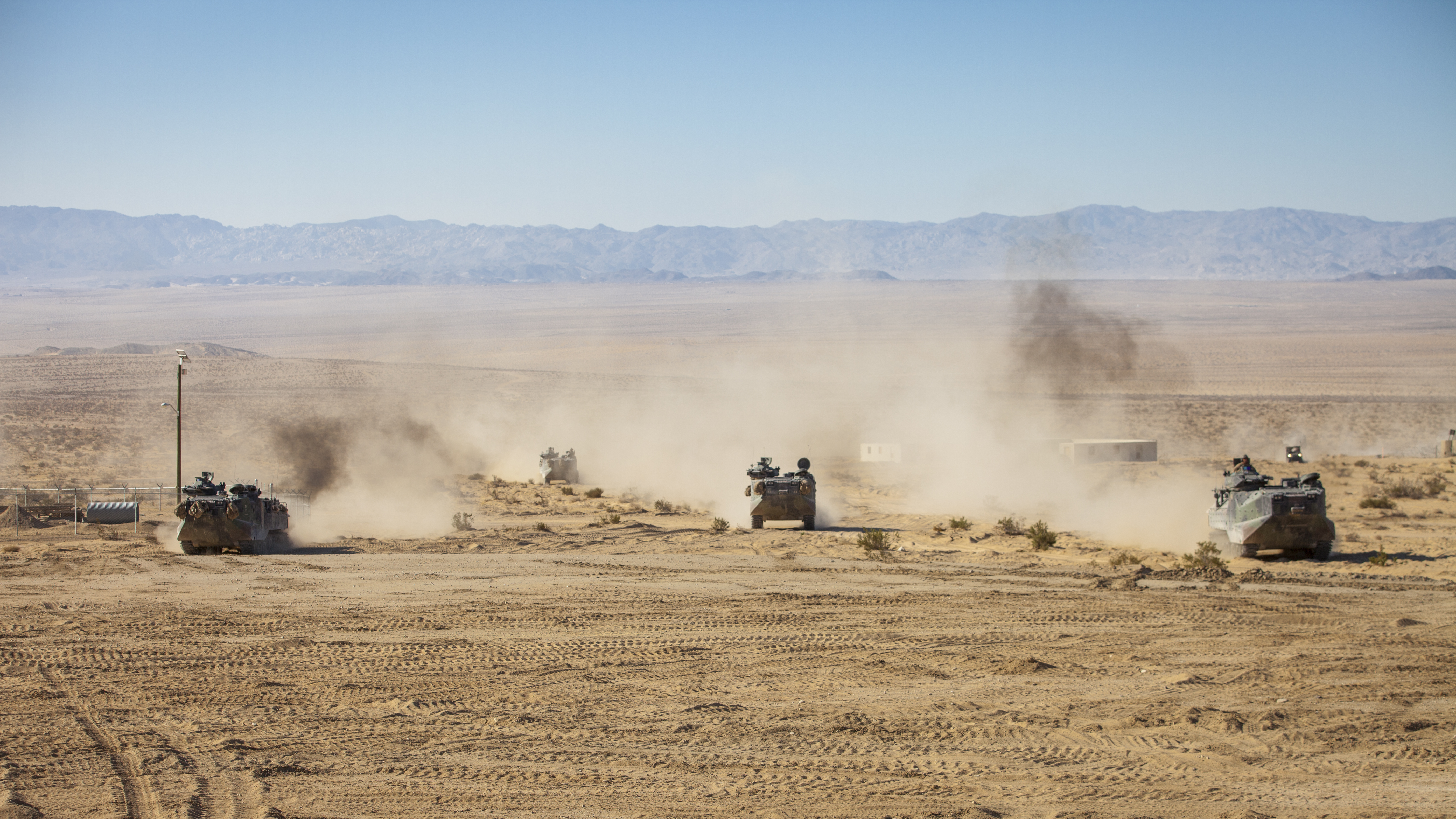
Les soulèvements de poussières rendent les véhicules plus détectables que par leur seul mouvement
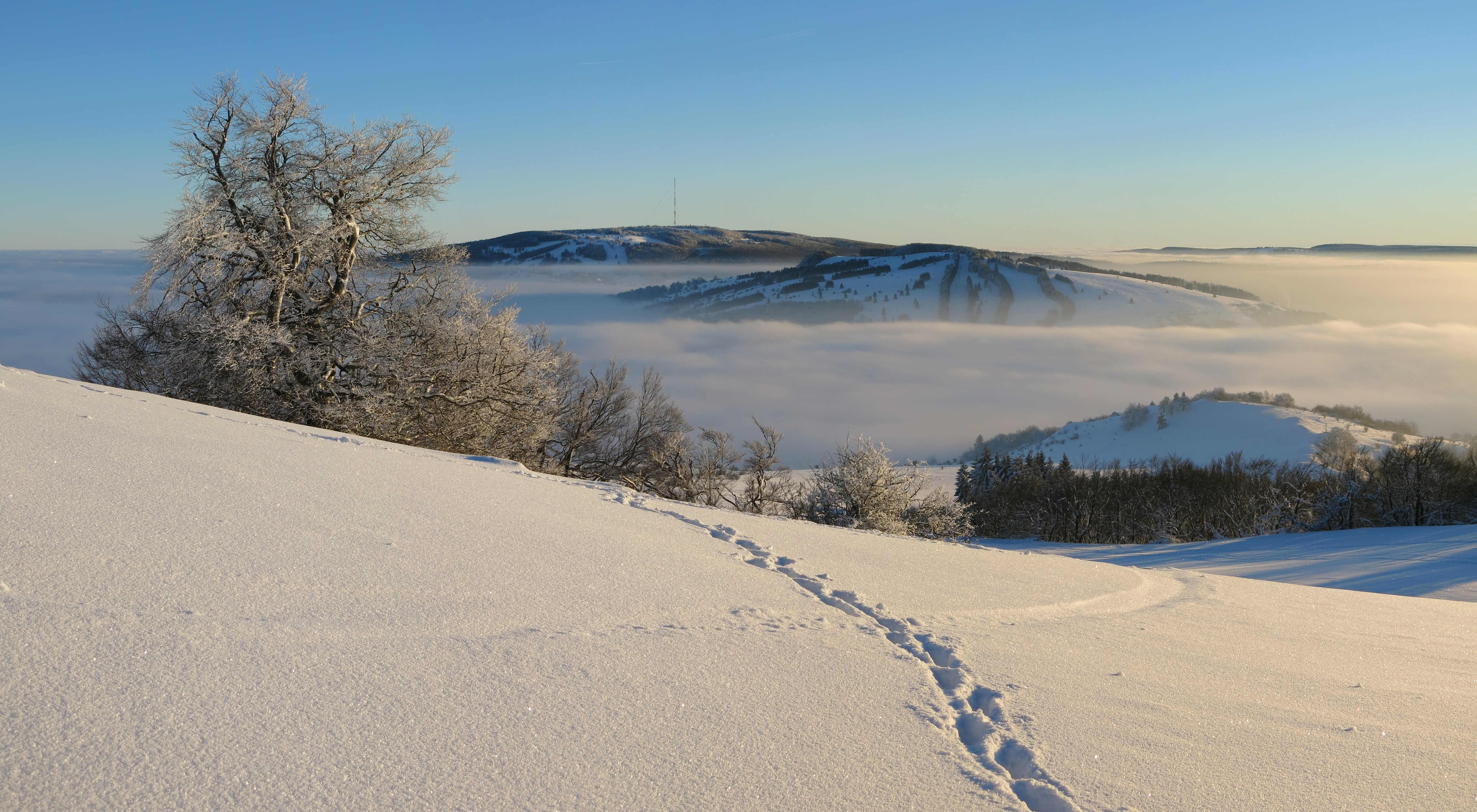
Traces de pas permanentes dans la neige.
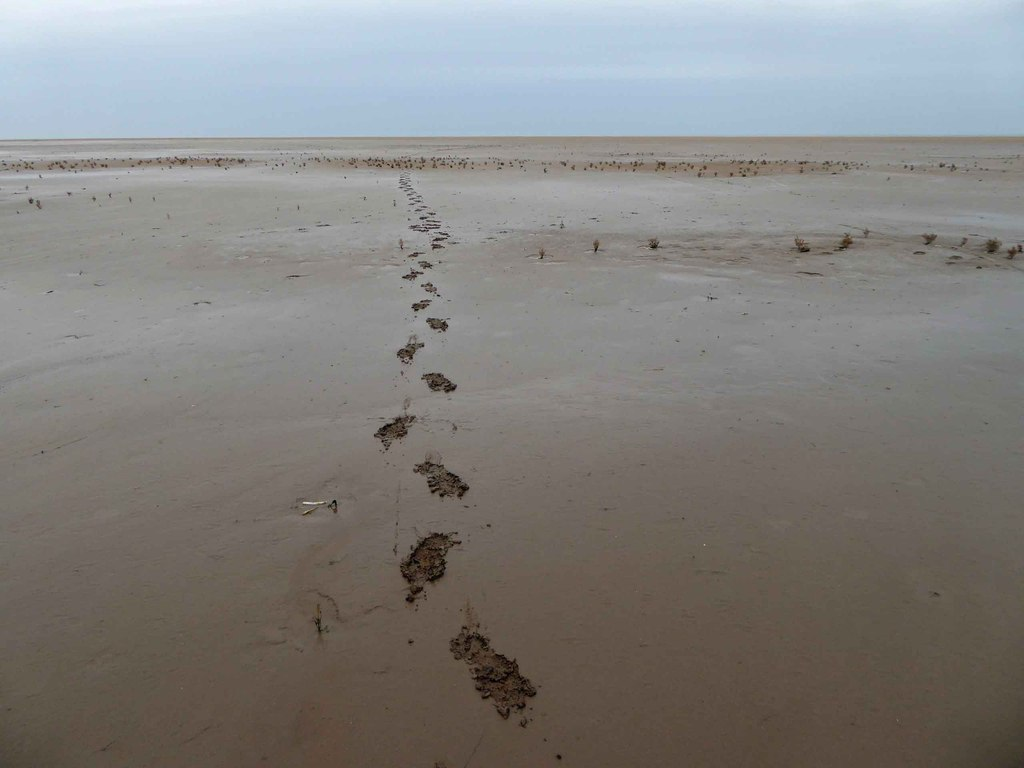
Traces dans la boue pouvant salir un point de passage goudronné

Au sixième siècle, Li Jing écrivait déjà « [...] franchir en secret les montagnes et les forêts sans bruits et en dissimulant nos traces. Tantôt nous fabriquerons des pattes d'animaux artificiels et nous les chaussons, tantôt nous adapterons à nos couvre-chefs des oiseaux factices et nous nous cacherons tranquillement dans des buissons épais. »

## Évolution du terme
Initialement concentré en FOMEC, puis en FOMEC BO, le principe évolue avec le développement des moyens techniques et l'aguerrissement au combat. 
FFOMECBLOT s'est adapté pour passer de 10 à 16 critères se transformant en FFFOMECBLLOTTT A : « Fond, Forme, Fumée, Ombre, Mouvement, Masque, Éclat, Couleur, Bruit, Lumière, Laser, Odeur, Traces, Texture, Thermie, Animaux ».
- Fumée : les couleurs /ou les formes doivent être fondues pour être le moins visibles possible.